# Українці в Гданську

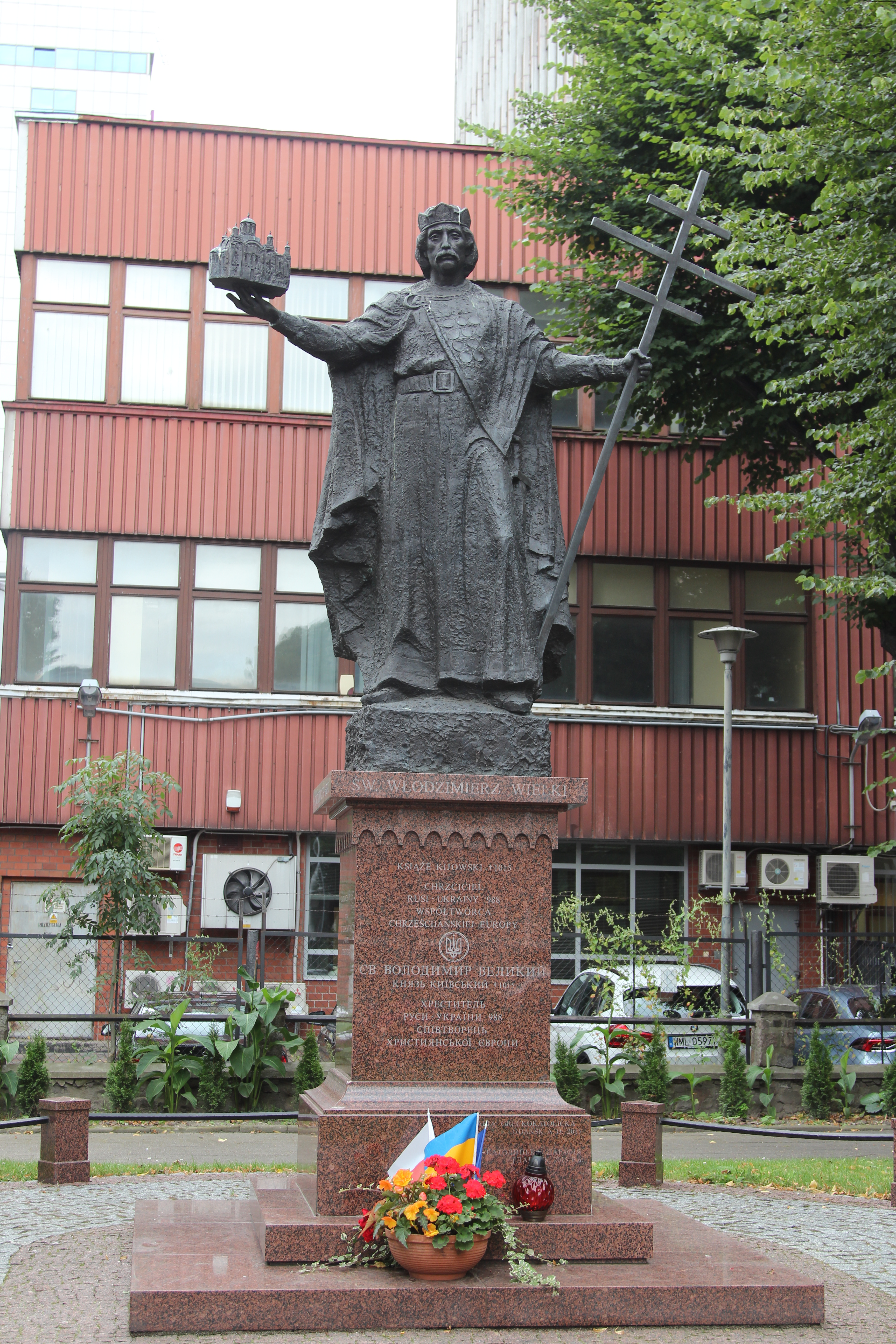
Пам'ятник св. Володимиру в Гданську коло української греко-католицької церкви св. Варфоломія

Русини-українці пов’язані з Гданськом від давніх часів. Спочатку мова може йти про окремі історичні події чи українські контексти, тоді як з 1920-хх рр. українці становлять одну з спільнот що мешкають в місті. Впродовж історії в Гданську створено низку витворів мистецтва, що становлять велику історичну та культурну цінність для України.

## Найдавніші сліди

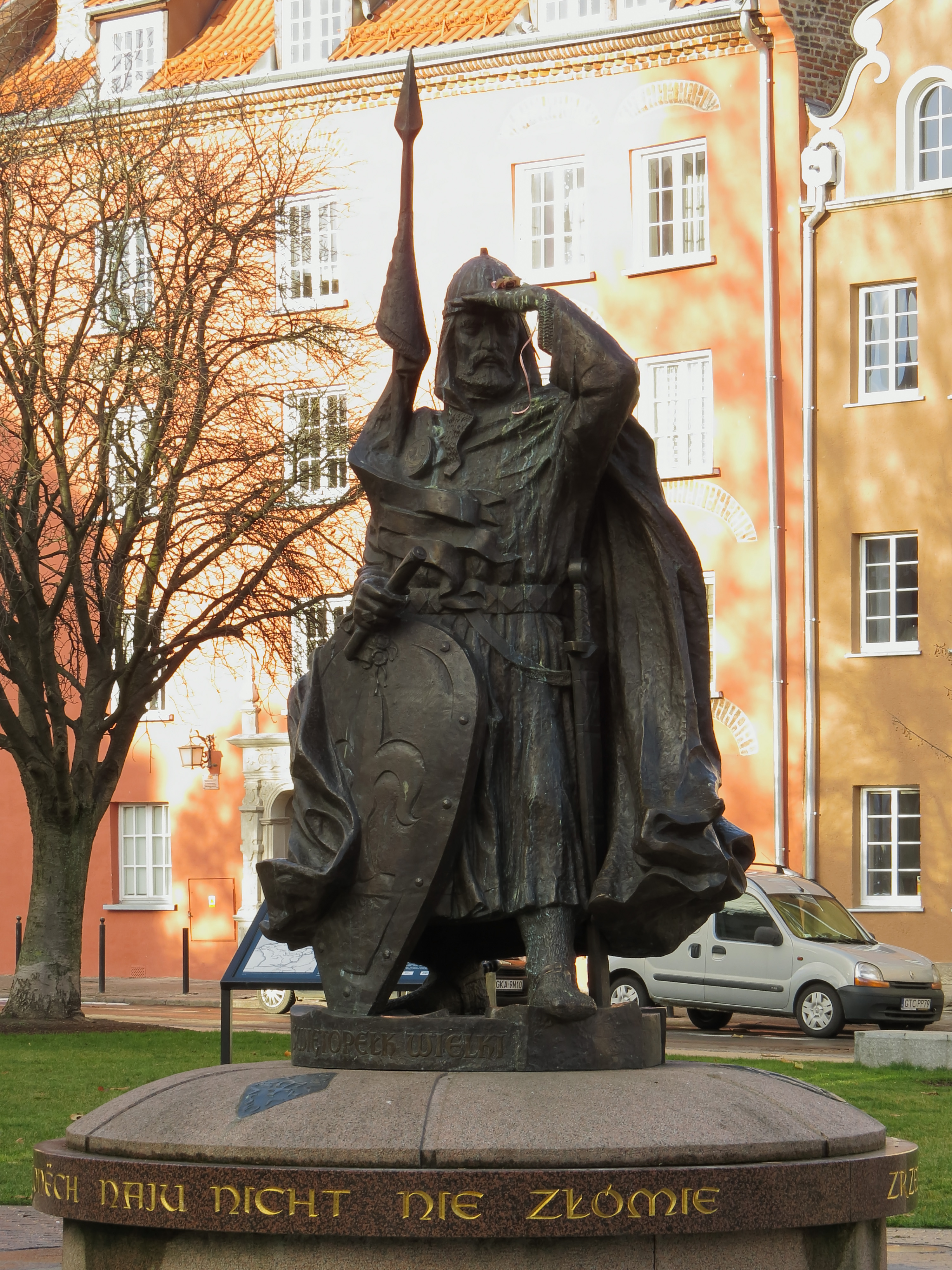
Пам'ятник Святополку ІІ Великому у Гданську коло костелу домініканців

Руські князі допомагали Пястам в  боротьбі за завоювання Помор’я. Зокрема завдяки допомозі свого швагра Ярослава Мудрого Казимир Відновитель переміг спочатку мазовецького самозванця Мецлава, а потім і союзних йому поморців.
Ранньосередньовічний Гданськ здійснював торгівлю з Руссю, про що свідчать окремі знахідки, зокрема складного хреста-енколпіона з Домініканського плато ХІІІ ст. подібного до тогочасних руських зразків. Свідченням функціонування торговельних зав'язків Балтії з Руссю в 20–40-х рр. ХІ ст. також є знахідки бурштину та хрестика з нього на Київському Подолі (розкоп по вул. Спаській 35).
Баумгартен робив припущення що першою жінкою Святополка ІІ Великого була Саломея (біля 1220 р.), донька Романа Мстиславича, князя Галицького та його жінки Предслави Рюриківіни. Натомість М.Ф. Котляр вказує, що Данило Романович перебував у союзницьких відносинах з князем Святополком ІІ Великим, якому руський літописець приписав вбивство Лешка Білого. 1228 р., сподіваючись на союз проти татар, Данило начебто видав за Святополка свою сестру Саломею.

## В часи Речі-Посполитої
Присутність вихідців з України у Гданську можна пов’язати як з золотим віком Речі Посполитої. В цей час Гданськ виступав головним портом Речі Посполитої, через який разом з Ельблонгом вивозилося збіжжя з фольварків польської шляхти з України, здійснювалося морське сполучення з західними країнами.
Завдяки гданському купцю Мартину Груневегу збереглися надзвичайно цікаві свідчення про Україну, якою цей купець мандрував наприкінці XVI ст. Зокрема він залишив і опис перебування у Києві.
1628 р. міська громада Києва звернулася до великого канцлера Речі Посполитої Т. Замойського з проханням про зменшення оподаткування товарів, які привозили до Києва з Любліна, Торуня та Гданська. 3 жовтня 1629 р. канцлер звернувся листом до київського земського судді Стефана Аксака з проханням взяти під контроль дану ситуацію, вважаючи недоцільним збільшення оподаткування киян, які мешкали на приграниччі, з чим взагалі погоджувалися і королівські комісари.

Існує ленегда, що Б. Хмельницький бував в Гданську, звідки вирушав на перемовини з французами щодо військової допомоги козаків проти іспанців. Ретельні дослідження даного питання українським істориком В. Глобуцьким показали, що основою для цієї легенди був найм польських, а скоріше навіть німецьких солдатів, які в той час перебували в Польщі 

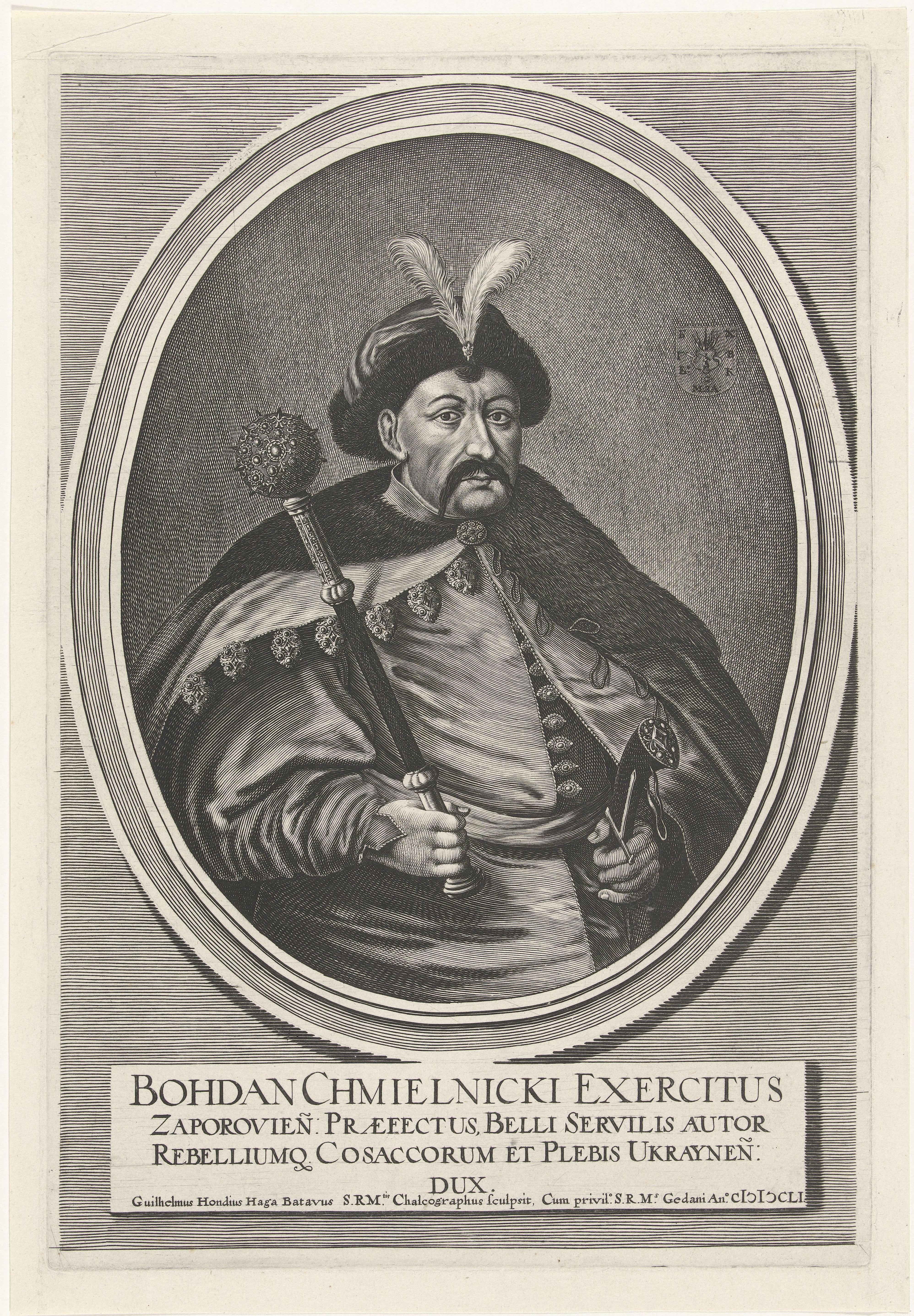
Один з серії гданських портретів Богдана Хемльницького

У Гданську виконано низку художніх робіт надзвичайно важливих для історії України. Це перш за все гданська серія портретів Богдана Хмельницького. Цю серію виконав в Гданську місцевий гравер Вільгельм Гондіус, який відомий своїми портретами різних діячів Речи Посполитої, в 1651 р. А основою для цього портрета напевно був малюнок голландського художника А. ван. Вестерфельда – придворного художника Я. Радзівіла. Вестерфельд найімовірніше зробив малюнок гетьмана під Германівкою, під час перебування Б. Хмельницького в польському таборі по укладенню Білоцерківського миру. Загалом вийшло три портрети: один відповідав фікції покірності Хмеля королю, другий – реальності – а третій думці про нього поляків (Для когось з Польщі Хондіус виконав сатиричний портрет Хмельницького з кролячими вухами).
Через Гданськ вирушив посол польського короля Владислава IV до європейських країн пізніший ватажок союзного Б. Хмельницькому польського селянського повстання Олександр Костка-Наперський.
Хондіус (Гондіус) також є гравером відомих мап, на яких зображено територію України: «Найновішої мапи Руссії» голландського купця та картографа Ісаака Масси виданої 1633 р., а також «Генеральної карти України» 1648 р. Гійома Левассера де Боплана.
В гданських майстернях виконано також срібний аntepedium (прикраса олтаря) з кафедрального собору в Холмі. Тут найімовірніше вибито пам’ятну медаль на честь взяття Києва Янушем Радзивіллом, 1651 р., яку можна оглянути в сучасному музеї Історії Києва. Медаль є витвором золотих справ майстра аугсбурського імператорського двору Себастьяна Дадлера (чи Даттлера), який під час свого перебування в Гданську виготовив низку медалей для Польщі.
З будівлею Великого Арсеналу пов’язана «козацька» легенда Гданська. На західній стіні цієї будівлі знаходиться скульптура козака з довгими вусами, представленого з шаблею в римському обладунку. У його ніг лежить щойно відрубана людська голова. Згідно гданській легенді, коли король Стефан Баторій схопив козацького ватажка Івана Підкову, він довго не міг знайти у Львові ката, який підніме руку на цього велетня-козака. Проте як завжди серед українців знайшовся зрадник, який виконав доручення короля. Перед смертю Іван Підкова обізвав Баторія, який боявся що походи козаків призведуть до війни з Туреччиною, слугою султана. Це сподобалося мешканцям Гданська, які не любили цього короля. Тож на згадку і пересторогу зобразили на зведеному в 1602-1605 рр. Арсеналі голову господаря у ніг свого слуги.
Справи торговельного Гданська вирішував талановитий польський король руського походження Ян ІІІ Собеський. На Targ Drzewny  до ппісля 1945 р. перенесений із Львова пам'ятник королю.

## XVIII-XIX ст.
Торгові зв’язки Гданська з Україною не припинилися і у XVIII ст., коли до вже прусського Гданська їздили київські подільські купці. Ось як описує це М. Берлінський:
«Сверх того некоторые ездят во Гданск, Силезию, Лейбциг и другие места Германии, куда отвозят мерлушки, получаемую чрез Москву мягкую рухлядь, чай, китайку, юфть, говяжье сало и воск, а привозят помянутые немецкие товары и фарфор».
У XVIII ст. в Україні користувалися популярністю гданські ювеліри. Зокрема, в Національному музеї історії України зберігаються ювелірні чарки з гербом Романа Копи – архімандрита Києво-Печерської Лаври, виготовлені в Гданську в 1730-х рр. До кінця ХІХ ст. напрямок експорту на Гданськ не дуже поступався такому на Одесу.

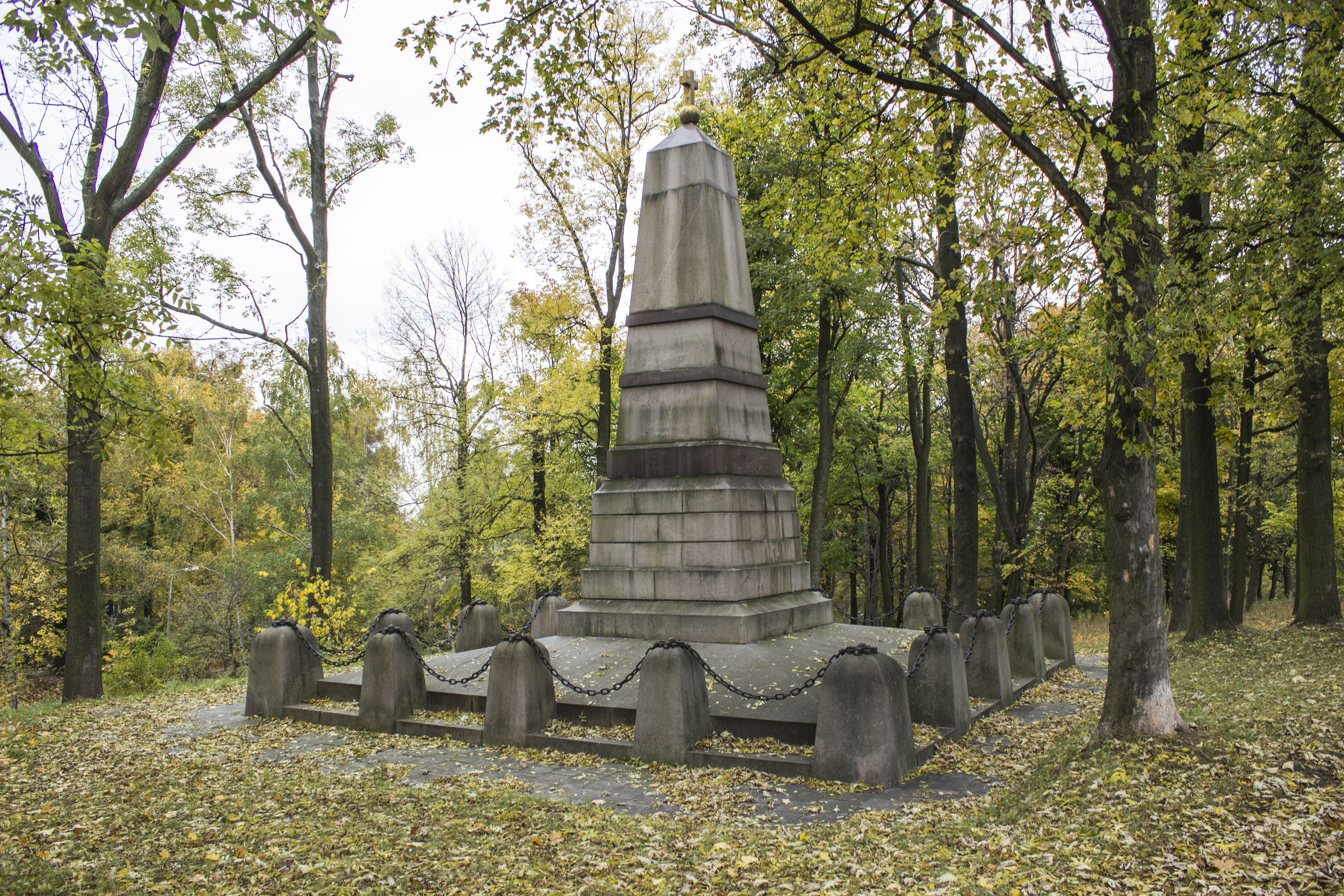
Пам'ятник солдатам російської армії полеглим в шутрмах Гданська на схилах Градової гори

З українцями пов'язаний і найстаріший у місті пам'ятник – обеліск солдат російської імперії, як загинули при штурмах Данцига в 1873, 1807 та 1813 рр. над вул. gen. H. Dąbrowskiego. Гранітний монумент урочисто відкритий 27 вересня 1898 р. Його фундатором був Микола ІІ, а слідкувало за його будівництвом російське консульство. З часів Північної війни, коли цар Петро І, перебував у Гданську, Російська імперія все більше втручалася в справи занепадаючої Речі Посполитої. Зважаючи на що російські війська регулярно з’являлися під стінами Гданська, а в їх складі і російські невільники – українці. 1734 р. під час облоги Гданська Б. Мініхом гданьчане відбили кілька штурмів російського війська на схили. Ці штурми коштували російській армії 3000 вбитих. Штурми проходили в районі бастіону Нойбауер, який зберігся до нашого часу.
Під час штурмів Гданська 1807 та 1813 рр.  українці в російських билися з в наполеонівськими французами.
У Гданську проживав та працював Гуго Конвенц (1855 – 1922) - фундатор охорони природи в Європі, діяльність якого поклала основу природоохроні на українських землях.

## У 1920-30 рр.
У міжвоєнний час вільне місто Данциг (Гданськ) завдяки своєму винятковому статусу стало вікном на світ для українців-втікачів з більшовицької Росії, а згодом для української молоді з Польщі, що набувала освіту у місцевій Політехніці. З окремих ветеранів УНР та, головним чином, численних студентів Політехінки не пізніше 1921 р. сформувалася хоронологічно перша українська громада у місті. Значення міста, що знаходилося в одній митній зоні з Польшею та не вимагало на в'зд чи виїзд наявності паспорту шивдко оцінив Берлінський центр УВО, створивши тут свій багатофункціональний осередок.

### Консульство УНР у Вільному місті Гданськ

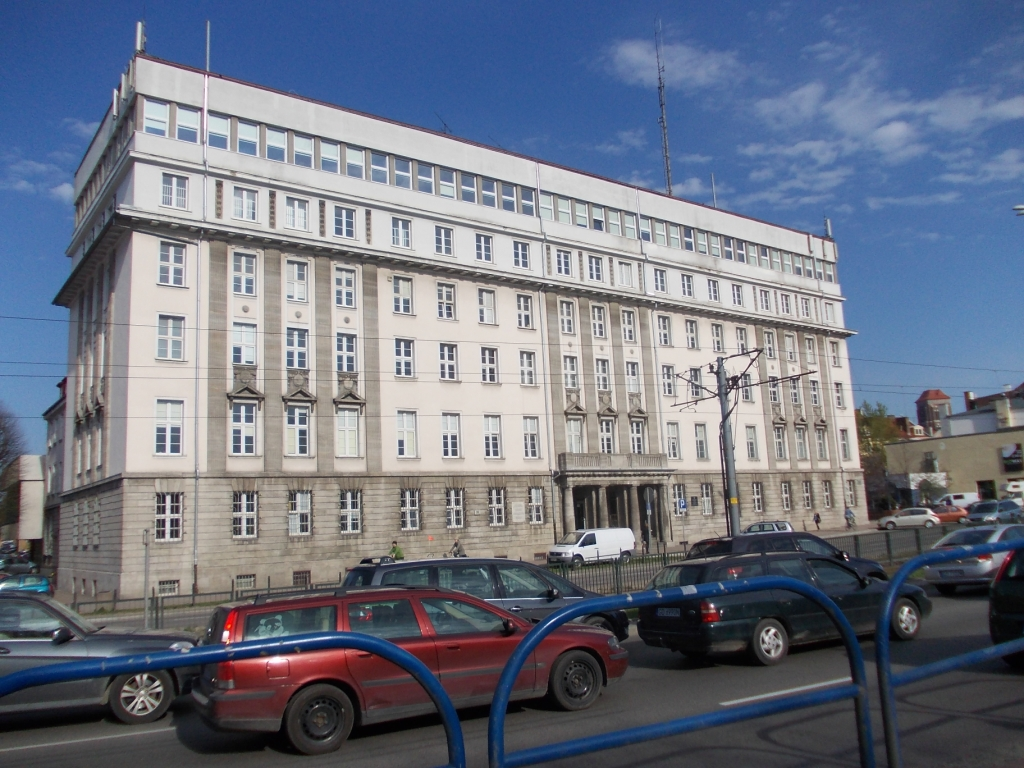
Будинок по вул. Wały Jagiellońskie 36, в якому розміщувалося консульство УНР в Вільному місті Гданську

Перша ідея відкриття дипломатичного представництва у Гданську, що виникала з розуміння значення цього вікна на світ виникла ще за Гетьманату Скоропадського, але тоді не була реалізована. Вільне місто Гданськ визнало Незалежність УНР16 вересня 1920 р., після укладання військово-політичного союзу УНР з Польщею. Генеральне консульство Української Народної Республіки у Вільному місті Гданську започаткувало роботу 16 листопада 1920 р. Консулом став колишній полковник УНР Клим Павлюк. Консульство розатшовувалося у будинку Товариства захисту від вогню вул. Wały Jagiellońskie 36. Хоча офіційно воно припинило свою діяльність уже кілька місяців після відкриття —16 червня 1921 р., консул Павлюк однак добився відміни рішення щодо ліквідації установи на умовах подальшого браку винагороди за свою роботу. Не зважаючи на спроби Радянської Росії добитися ліквідації консульства по Ризькому миру, воно продовжило діяти щонайменше до 1923 р. Консульство опікувалося  емігрантами, студентами політехінки у гданську, а також, імовірно, українцями у польській Гдині, а також, імовірно, спірпрацювало з польською розвідкою.
За спогадами українських студентів, Клим Павлюк також вів у Гданську фірму «Негропонт», а за даними розвідки І. Галагіди, провадив видавництва адресних книжок Globus GmbH, а також 1923 р. Українсько-Гданський банк (Ukrainisch-Danziger Bank) на вул. Langgasse (Długa) 38. Консул мешкав, а пізніше мав офіс в неіснуючій наразі будівлі Deutsches Haus на Holzmarkt (Targ Drzewny) 12-14. Згодом у зв'язку з фінансовими труднощами знімав дешеве помешкання у Сопоті.
Як працівники консульства згадуються: хорунжий Олексій Демченко, який виконував обов'язки реєстратора та експерта з економічних і політичних питань, сотник Михайло Антоненко - референт та експерт з економічних і політичних питань у Латвії та Естонії, а також Володимир Гаврилів, який виконував функції секретаря.

### Махно і вояки УНР
1923 р. візу на виїзд до тодішнього Данцига отримав Нестор Махно, який до того проживав під наглядом поліції в польському Торуні. В Гданську він став об’єктом спроб чекістів викрасти його та доставити в СРСР на розправу. Звідси Махно переїхав до Німеччини.
Дані Люблінського відділу Управління Безпеки дозволили ствердити проживання в Гданську та Сопоті напередодні вибуху Другої світової війни, а також під час окупації (часові рамки чітко не визначені) наступних офіцерів УНР:
- Генерал-полковник Віктор Зелінський (народ. 25.12.1864 в Києві), Сопот, вул. Sudbad (Sudbadstrasse, суч. Kordeckiego) 10 – будинок зберігся у сильно трансформованому вигляді;
- Полковник Олександр Пласюк (народ. 20.08.1881 в Києві), Гданськ, Wieden (імовірно вулиця Weidengasse, – суч. Łąkowa) 48. Будинок не зберігся – наразі тут великий незабудований простір.

Проживання полковника Зелінського у Сопоті підтверджують і спогади українських студентів Політехніки. Він був шанованим гостем студентських зібрань а його промови до молоді були залізним пунктом урочистостей. Полковник працював також над спогадами про 1-шу Синю дивізію УНР, якою він командував під час визвольних змагань. Похований на кладовищі (імовірно євангелітському) в Сопоті. Це кладовище дивом майже повністю зберіглося, тож поховання генерала могло зберегтися до наших днів. Колишні гданські студенти згадують і про інших ветеранів УНР, які мешкали в сучасному Тримісті. Студентська громада намагалася всіляко долучити цих людей до спеціально утвореної в місті «Української Громади», яка проіснувала у місті більш-менш активно до 1934 р.

### Студентська громада данцигерів
Детсльніше див. Українська студентська громада у Гданську

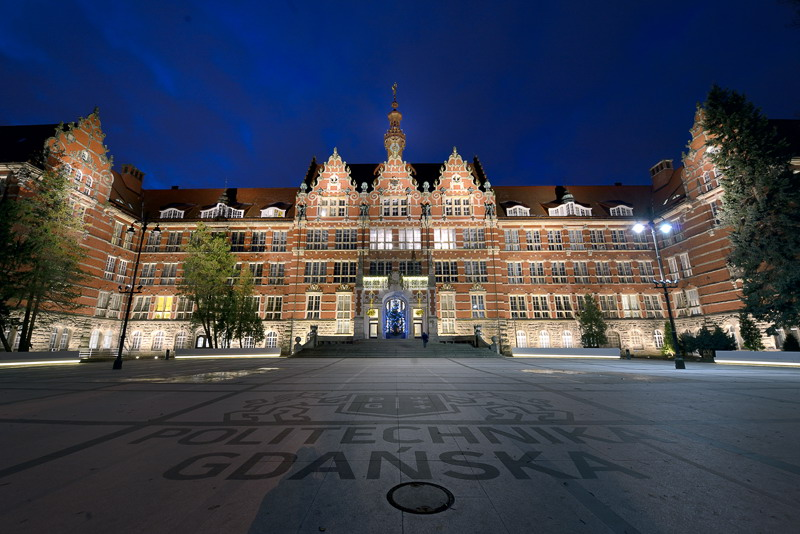
Головний корпус Гданської політехніки у Гданську-Вжещу

Отець Петро Вергун опікувався українцями - греко-католиками Гданська.

Низка факторів, що не дозволляи здобути вищу технічну освіту на імсці привела українців переважно (але не лише) з Галичини до політехніки у Гданську-Вжещу. По роках вони називали себе данцигерами. За 24 роки існування першої української громади у місті з 1921 по 1945 р. через Політехніку пройшло коло 200 українських студентів. Навчання у Гданську стало реальною можливістю для багатьох політично-активних українців здобути професійну освіту. Що дуже важливо плеяда українських інженерів спочатку на Галичині а потім і в у всьому вільному світі реалізовувала цілу низку господарських та підприємницьких ініціатив. Саме Гданська політехніка зробила найбільший внесок в перетворення селянських синів України на високоякісних інженерів. Важливим було також що ці селянські сини в Гданську приглядалися до німців, переймали від них низку соціокультурних особливостей, перетворюючись на представників інтелігенції, що володіючи кількома мовам, поза своєю професією працювали на українську національну справу.
Функціонування громади було пов'язано з низкою локалізацій у гданському районі Вжещ. Це зокрема будівлі комплексу Політехніки. 1922 р. один із  будинків підміського ресторану, який був приналежний до Jeschekenthaller cafe на горі Цинглерсгеге (Zinglershoehe) став садибою студентської громади та її організації «Основа». Корпорація «Чорноморе» спочатку мала свою домівку в готелі Parkzelle. Вона розташовувалася неподалік політехніки на вулиці Jäschkentaler Weg (суч. Jaśkowa Dolina). 1926 р. «Чорноморе» перебрало домівку  «Основи». Українці допомагали зводити Дім німецьких студентів у кампусі Політехніки, завядки чому отримали можливість його використовувати. 29.10.1933 р. було проведено день жалоби і протесту проти Голодомору. о. Петро Вергун відслужив літургію в костелі на вулиці Łąkowej (Weidengasse) 34a. У різних локаціях Вільного міста відбувалися концерти хору студентів Політехінки "Сурма". 17 лютого 1923 р. хор виступав червоній залі у курортному будинку Сопотського курорту. 1924 р. українські студенти концертували у Стрілецькому домі імені Фредерика Вільгельма (наразі від нього лишилися лише фундаменти). 1928 р. такий концерт відбувся в головній залі самої Політехніки.

### Павло Шандрук в Гданську
В березні 1933 р. в кімнаті  готелю «Континенталь» на тодішній вул. Stadtgraben 7 (По сусідству костелу святої Єлизавети і перехрестя вул. Karmelickiej, Elżbietańskiej i Podwala Grodzkiego) український генерал Павло Шандрук зустрічався з московським агентом – колишнім старшиною УНР І. Орлом-Орленком, який намагався переконати його повернутися до Радянської України.

### Експозитура ОУН

Андрій Федина - керівник експозитури ОУН в Гданську

Берлінський центр УВО дуже швидко оцінив можливості, які відкривало виняткове положення Вільного міста. Тут було розміщено надзвичайно важливий осередок спочатку УВО, а потім ОУН, що мав цілу низку функцій. Він забезпечував зв’язок членів організації в Україні з закордоном, їх тимчасовий відпочинок та перекидання друкованих матеріалів організації.
Курс на співпрацю з німцями проти Польщі ОУН прийняла ще в 1920-ті рр. 1922 р. за рекомендацією Є. Коновальця керівництво крайового командування УВО прийняв полковник Андрій Мельник. Згідно детективі Головного командування УВО в Берліні він розпочав формування розвідувальної мережі з головними центрами у Львові, Перемишлі та Кракові. В 1928 р. в Гданську утворений спільний німецько-український осередок, в якому німці організовували конференції та зустрічі.
УВО в Гданську заклала свою розвідувальну експозитуру під криптонімом «Мімозівка». У колі українських студентів політехніки вона діяла як корпорація «Зарево». Першим керівником експозитури був сотник Корнило Кізюк. На політехніці він вивчав хімію та керував старшинським вишколом УВО. У 1929 р. отримавши диплом інженера, Кізюк повернувся до Галичини.

Після нього цю експозитуру очолював Андрій Федина (псевдо «Сак»). Він був не тільки шефом експозитури (відділу) ОУН у Вільному місті Гданську, але й співробітником німецької розвідки (навчався на кораблебудівному відділ Гданської політехніки). З обвинувачуваної справи Варшавського процесу можна довідатися, що станом на 1934 р. Андрій Федина мешкав у Гданську-Вжещу на суч. вул. Hallera 58. В 1920-30-х рр. навчання в Гданську служило прикриттям для організованого Абвером військового вишколу для українських добровольців..

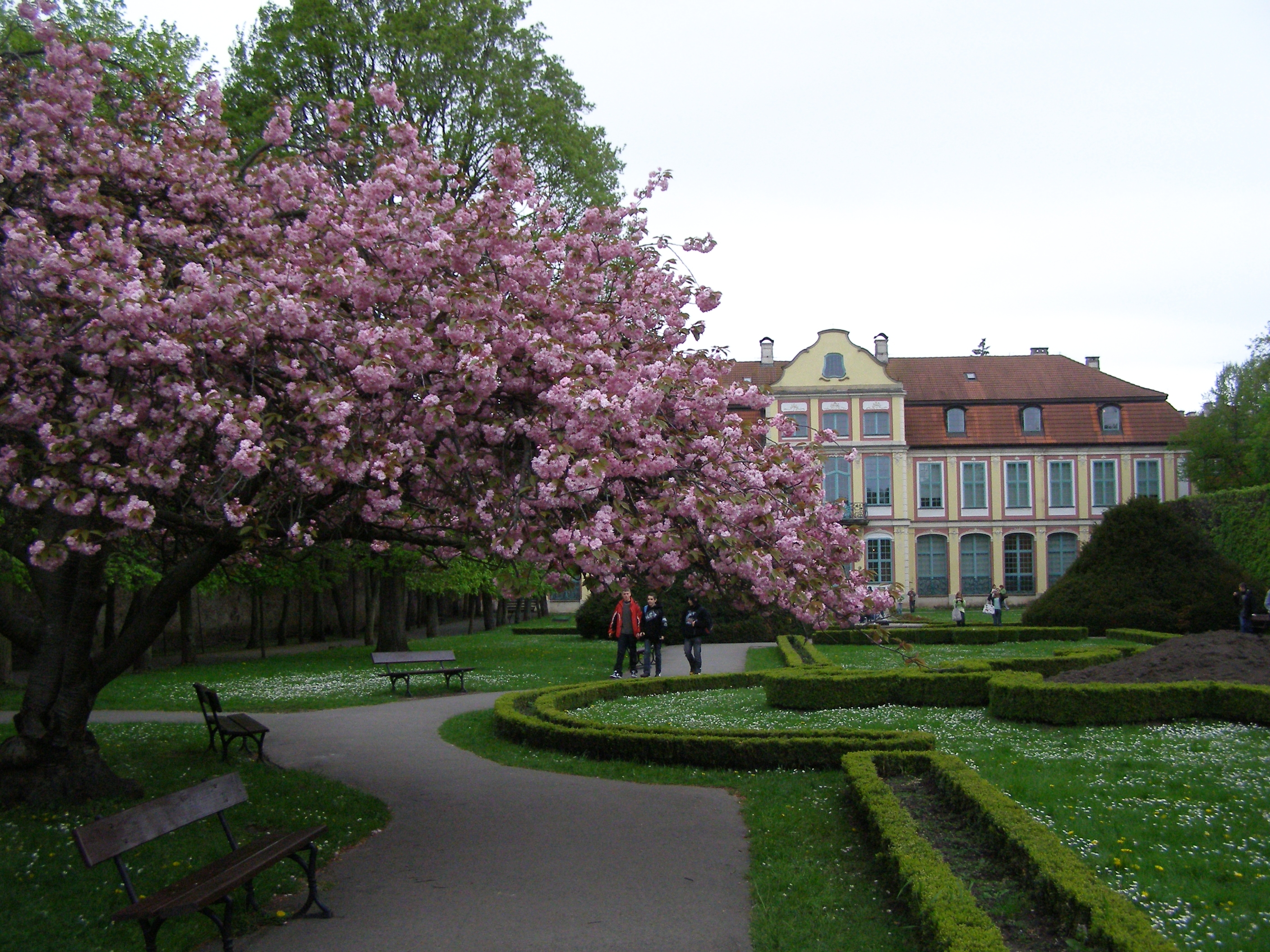
Оливський парк, в якому відбувався вишкіл членів ОУН

Військовий вишкіл проводився в Олівському парку. За організацію вищевказаних вишколів для членів ОУН безпосередньо відповідав Андрій Федина. Він же забезпечив ефективне транспортування через Гданськ на територію Польщі коштів, зброї, вибухових матеріалів та революційної літератури. Сам він так описував свою діяльність:
«В наслідок свого специфічного політичного положення Данціґ був в тому часі ближчий Львова, ніж Луцьк чи Варшава. Там перебували члени Організації, яким треба було якийсь час переховуватись, чи відпочити. Там жили короткими періодами члени, які після довгої тюрми потребували спокою і поправлення свого здоров'я, яких треба було відповідно примістити та з огляду на незнання мови ними заопікуватися. Жоден із них не попав в руки поліції, ані в дорозі до Данціґу, ані в повороті до Краю. До Данціґу приїжджали на організаційні зустрічі, і то не один раз, Бандера, Стецько, Янів, Колодзінський, Кордюк і ряд інших членів Крайового Проводу, а з другого боку Сціборський, Сеник, Мартинець і другі. Ні в одному випадку не було у них будь-яких труднощів з приводу зв'язку зі мною, чи іншими, тощо. Через Данціґ переїжджала щасливо в один і другий бік група бійців на вишкіл у Східніх Прусах, або інша група на вишкіл з хорватськими усташами. В Данціґу відбувся військовий перевишкіл бувших старшин УГА під проводом генералів Курмановича і Капустянського. Ціла підготовча робота, зв'язана з приміщенням, харчуванням, підшуканням місця на вправи і т. п., взагалі з переведенням цього перевишколу, лежала на моїх плечах. Мені невідомий ані один випадок, щоб котрийсь із курсантів був затриманий в дорозі, хоч було там понад 20 осіб.»

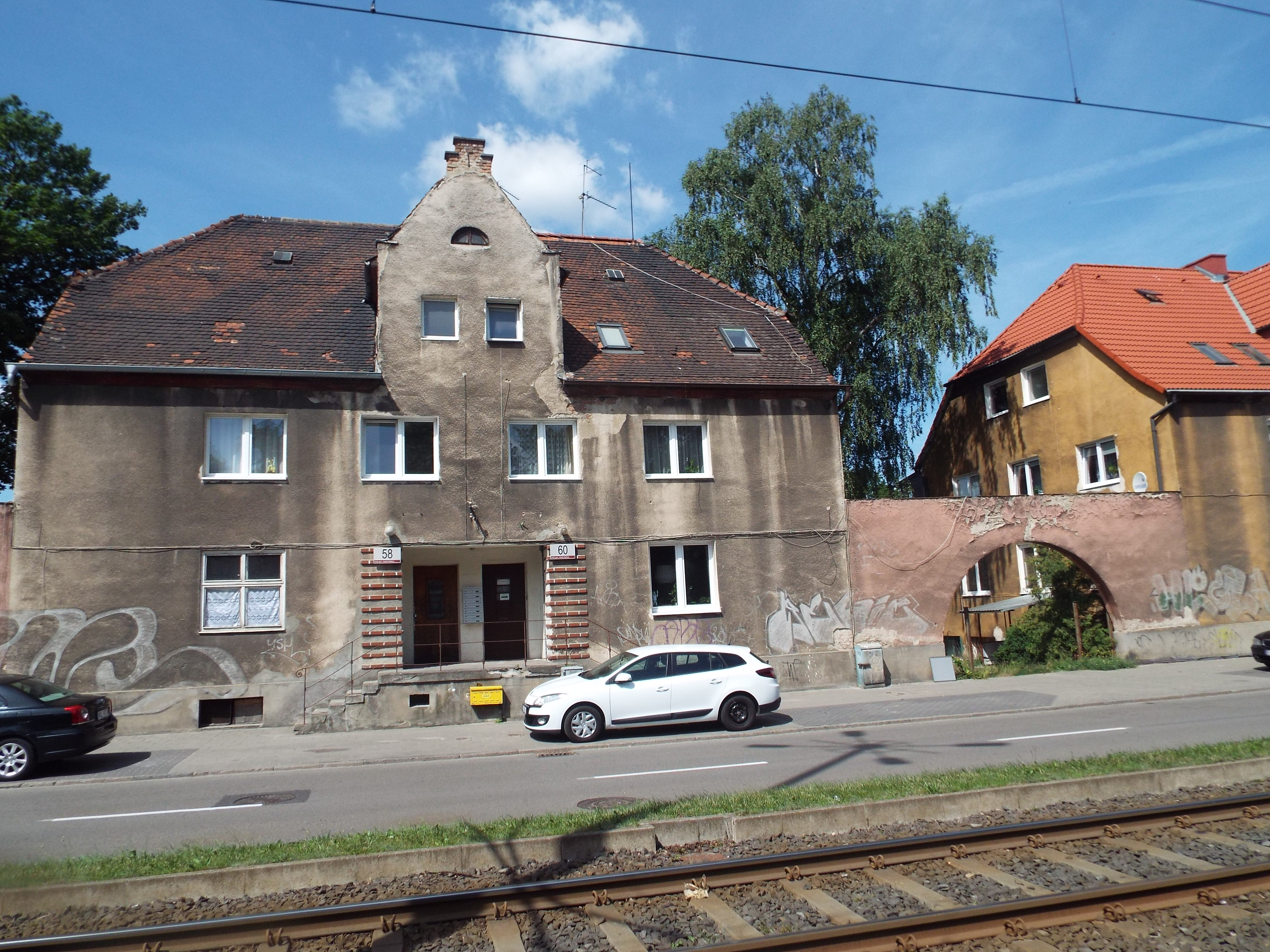
Гданськ -Вжещ, будинок по суч. вул. Hallera 58, в якому мешкав Андрій Федина

Неодноразове перебування у Гданську С. Бандери підтверджують і дані польської поліції. 2 червня 1933 р. Бандера приїхав до Гданська і сів на судно до Свіноуцсьця, звідти потягом приїхав до Берліна на зустріч з полковником Є. Коновальцем і керівництвом ОУН. В Берліні перебував до 6 червня. В цей час він був призначений головою ОУН на землях Західної України. Повертаючись до Львова через Свіноуйсьце та Гданськ, С. Бандера провів кілька днів в Гданську (в Олівському парку) на бойовому тренуванні (стрільба та розвід-діяльність).
Експозитура ОУН активно використовувала шпарину в польському кордоні. Але лише протягом кількох років (Федина згадує про п'ять років). Позиції Федини в Гданську суттєво ускладнило 1933 р. затримання поліцією студента політехніки Василя Нича, а згодом його замах на комісара поліції, де він використав отриманий від Федини револьвер.

Проте до згортання Гданської експозитури призвела підступність німців, які бажаючи заспокоїти поляків (з якими вони досягли тимчасової стабілізації у відносинах) видали польському консулу в Свіноуйсьці головного організатора вбивства Б. Перацького Миколу Лебідя.

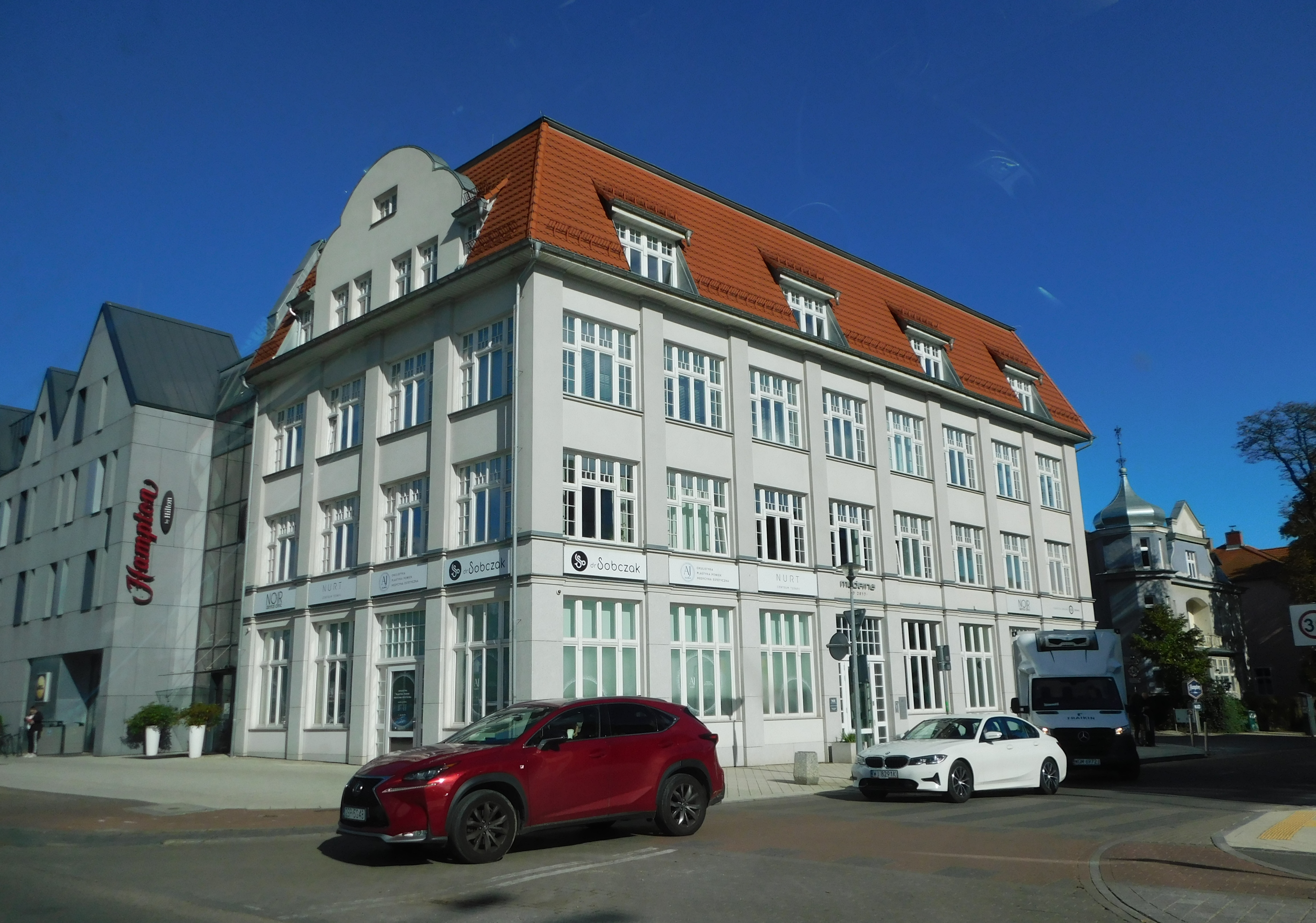
Колишній Готель Deutscher Hof в Оливі, у якому в червні 1934 р. мешкала Дарія Гнатківська, 2024 р.

В акті обвинувачення Варшавського процесу після вбивства Перацького знаходимо низку адрес пов'язаних з перебуванням Миколи Лебедя та його помічників в Гданську під час проби втечі після цього замаху. В Гданську Лебідь зупинився у Федини на вул. Hallera 58.
На сучасній вулиці Dmowskiego 13 він зустрівся з Дарією Гнатківською – іншою учасницею підготовки замаху на Пєрацького – членкінею ОУН. (З 17 до 19 червня 1934 р. Гнатківська мешкала в готелі Дойчер Гоф (Deutscher Hof) в Оліві, суч. aleja Grunwaldzka 505/1). Обоє пішли на залізничну станцію (сучасний Гданськ-Вжещ) та сіли до потягу який їхав до Сопоту. Тут обоє дочекалися Федини, що повів обох у порт. Тут Лебідь попращався з Фединою і Гнатківською, ввійшов на пароплав «Пройсен», який відпливав до Свиноустя. За сучасною адресою Warynskiego 46 (будинок зберігся) мешкала студентка Гданської політехніки – українка Галина Чайківська, яка допомагала Гнатківській та Лебідю. 
1934 р. під загрозою видачі полякам А. Федина змушений був залишити Гданськ, уникнувши арешту по справі Перацького.

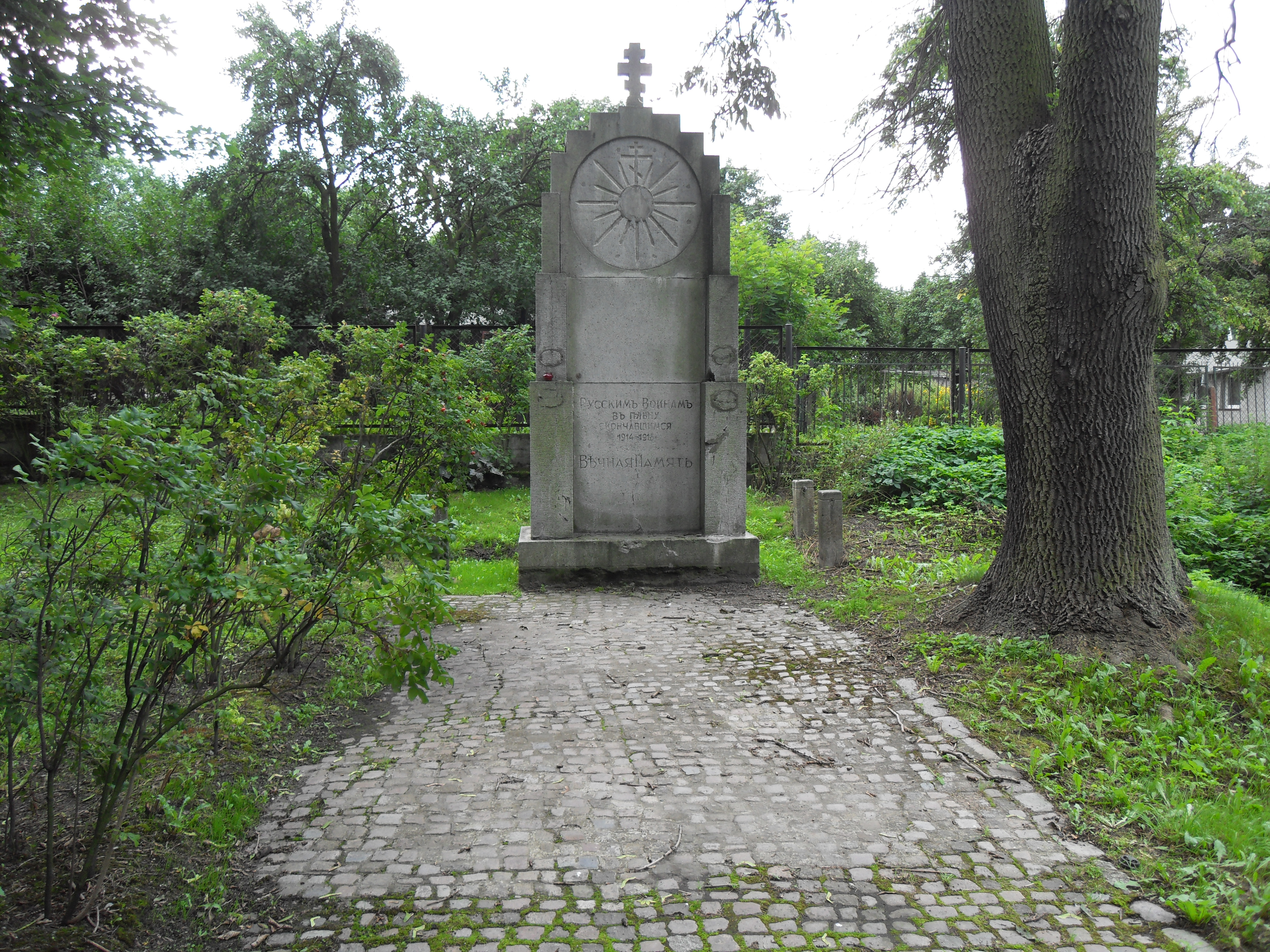
Пам'ятник військовополоненим Російської армії, які померли в таборі в Гданську у 1914-1919 рр, Гарнізонний цвинтар

Щоб вирішити конфлікт між Л.Ребетом і прихильниками С. Бандери на спільний збір в Гданську вирушив особисто голова ОУН – Є. Коновалець, проте до Гданська він не доїхав і загинув в Роттердамі від рук більшовицького агента 23 травня 1938 р.

### Пам'ятник на Гарнізонному цвинтарі
1929 р. на гарнізонному цвинтарі в Гданську російською спільнотою встановлено  скоромний пам'ятник в пам’ять про солдат російської імператорської армії (серед яких було багато українців), що померли в таборі для військовополонених у Гданську по вул. Promowa.

## Під час Другої світової війни
У перші години вибуху Другої світової війни німці розпочали завзяту розправу з поляками в Гданську. Зокрема, утворено концентраційний табір «Штуттгоф». Першими в’язнями цього табору стали колишні сусіди гданських німців – поляки та кашуби. Згодом, тут утримували низку представників інших народів, з-поміж іншими і українців. В «Штуттгофі» опинився, зокрема, Микола Ковальський – колишній голова Українського центрального комітету, працював контролером у кооперативі «Сполем». Після поразки Варшавського повстання був арештований і вивезений разом з дружиною у табір «Штуттгоф», де й помер. 

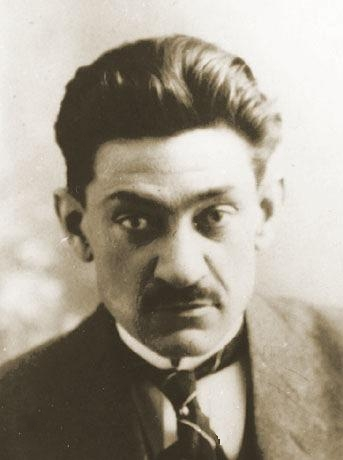
Після звільнення з табору в Березі-Картузькій в Гданську певний час перебував Дмитро Донцов

Гданськ був перетворений нацистами на своєрідну метрополію німецького сходу становив для Рейху значення як потужний центр кораблебудування. Тут також діяла фабрика ремонту залізничного складу на Пшерубці. Промисловість потребувала інженерів, тож українцям поруч з німяцми було дозволено і далі вчитися на Гданській політехніці, що продовжило існування української громади у місті. Промисловість також потребувала працівників. Це зумовило появу в Гданську значно більшого числа українців – від військовополонених польської та радянської армій до примусових працівників, зловлених на теренах окупованої України. Вони стали мешканцями великих баракових містечок, що стали характерною ознакою краєвиду Гданська того часу.
Коли німці зайняли Польщу, вони закрили у ній усі високі школи, тож українська молодь змушена була тягнутися на захід. Тож у Гданську число українських студентів подвоюються і знову сягає 50 осіб. Відносини між українцями та німцями різко погіршилися. Свободу рухів українських студентів було обмежено. Влада дозволила українським студентам мати лише одну організацію «Основа», за якою вела нагляд. Таким чином, було ліквідовано українські студентські корпорації. 1940 р. до Гданська докотився конфлікт пов’язаний з розколом ОУН, але старшим студентам вдалося утримати єдність «Основи».
18 вересня 1939 р. з табору в Березі звільнився Дмитро Донцов. Певний час він перебував у Гданську, а потім він виїхав до Берліна.
Наприкінці 1940 р. в Гданську з’явилося багато українських робітників. Їх було коло 600 і це були колишні вояки польської армії, яких випущено з таборів військовополонених і скеровано до праці на різних підприємствах. Українські робітники вписалися до філії «Українського Національного Об’єднання». Вони винайняли домівку та організували хор, що співав літургію під час приїздів о. Петра Вергуна. Далі організовано ветеранське об’єднання та різні курси. Під керівництвам студентів організовано лекції, дискусійні вечори, концерти та різні урочистості. Хоча це забирало в студентів багато часу вони активно його присвячували землякам.
Безпосередньо перед вибухом радянсько-німецької війни ¾ українських студентів в Гданську примусово було завербовано до служби в армії як перекладачів. Пізніше у Гданську також існували табори для радянських військовополонених, зокрема Stalag XX B в забудові VII двору на Оливі. До наших днів збереглися бетонні стовпи для колючого дроту в цьому районі. Інший табір для радянських військовополонених розташовувався на Старому Холмі, що тоді будувався. Тутешні полонені зводили житлові квартали навколо вул. Worcella. Коли українські студенти хотіли помагати українським робітникам чи полоненим то це не сподобалося нацистам і кілька студентів опинилися у в’язниці. Реагуючи на активність українців, німці 1942 р. заборонили українським робітникам належати до Українського Національного Об’єднання. Їм не було потрібне підвищення самосвідомості рабів. Однак, праця з робітниками не припинилася, хоча набрала дещо інших форм.
В січні 1942 р. гданська «Основа» перестала бути самостійною організацією і підпорядкувалася створеній в 1941-42 рр. Націоналістичній Організації Українських Студентів Великонімеччини з центром в Берліні. З 1943 р. введено колективну відповідальність усіх членів товариства, а голови «Основи» вже не вибиралися, а призначалися німецькими урядникамиї.
З 1942 р. з’явилися примусові працівники з під-радянської України, тоді виникла загроза що щупла студентська спільнота розчиниться в робітничій масі. Взимку 1942-43 р., реагуючи на цю ситуацію, «Основа» згрупувала усіх інтелігентів з вищою освітою у «Кружок Прихильників Основи». Завданням цього гуртка було:
1. Поглиблювати фахові знання студіюючої молоді науковими доповідями,
2. Обмін думок між старшою і молодшою генерацією.
3. Впливати тим способом на формування світогляду молодшої генерації, створити культурну атмосферу і поглиблювати товариське життя.
4. Брати участь у всіх заходах «Основи».

15 (за іншими даними 17) січня 1943 р. відбулася перша зустріч «Кружка Прихильників Основи» у готелі Kaiserhoff (у спогадах данцигерів «Zoppoter Ratsstuben») на колишній вул. Seestrasse 23 – сучасна вул. Bohaterów Monte Cassino 39. Натомість на закінчення зібрання відбувся концерт  в театрі в Сопоті (червона зала курортного будинку- kurhaus), будівля якого до нашого часу не зберіглася.
Постійним гостем на заходах «Основи» був генерал-полковник Віктор Зілінський.  Зимою 1940 р. генерал помер і був похований на цвинтарі у Сопоті (могила могла зберегтися). 1942 р. до Гданська переїхав проф. інженер перший ректор Української господарської академії у Подебрадах Іван Шовгенів. В грудні 1942 р. його іменовано почесним членом «Основи», а вже в квітні 1943 р. він помер. На його похорон зійшлася уся українська громада Гданська.

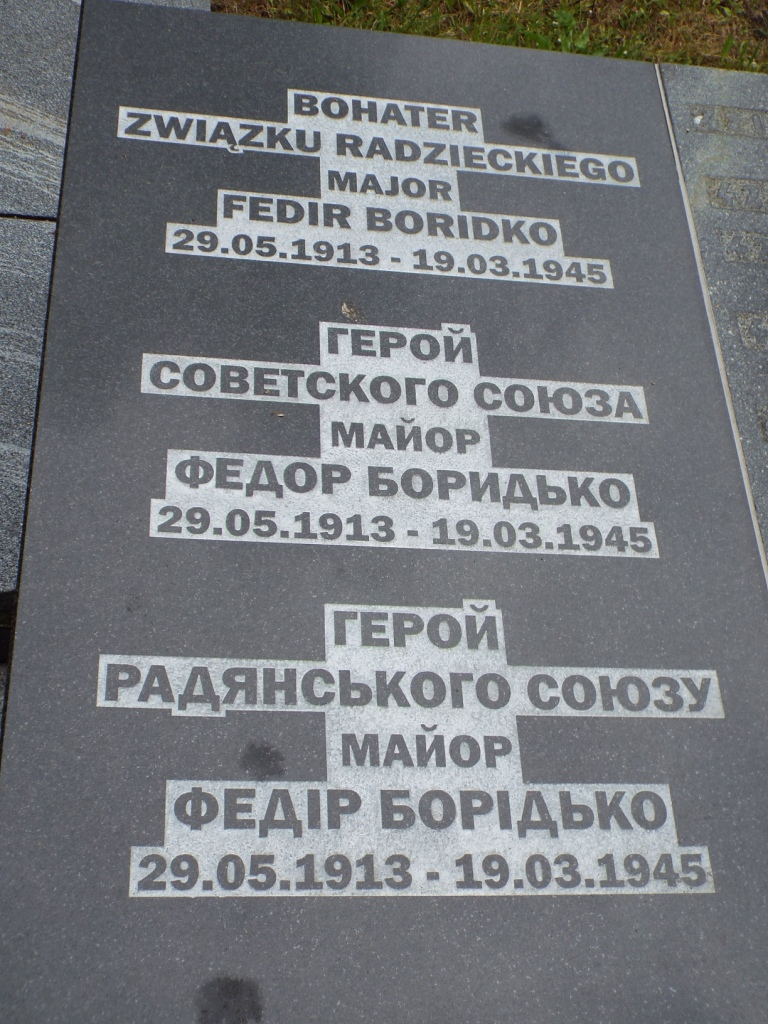
Поховання українця Федора Борідька – героя Радянського Союзу на військовому цвинтарі по вул. gen. Gelguda

«Основа» пережила до березня 1945 р., коли зачинилася політехніка, а українські студенти залишили місто. Закриття політехніки знаменувало кінець першої української громади в місті, що проіснувала 24 роки. В різних формах «Основа» проіснувала ще коло 20 років на еміграції.
У боях за Гданськ та Тримісто навесні 1945 р. поміж іншими підрозділами відзначилися частини 2-ї ударної армії – 46-я СД генерал-майора Борщова С.Н., 90-я СД генерал-майора Лященко Н.Г., 372-а СД підполковника Мельникова П.В., 281-я СД полковника Курені П.А., 186-я СД полковника Величко С.С., 37-а гвардійська СД генерал-майора Гребенника К. Є., 96-а важка гаубична бригада полковника Горобця А.Ф., 15-а винищувально-протитанкова артилерійська бригада полковника Василенко С.І., 13-а гвардійська мінометна бригада полковника Кулічука Р.Д., 4-ї повітряної армії – 230-а штурмова авіа-дивізія генерал-майора авіації Гетьмана С.Г. Окрім того у боях за Гданськ брала участь 136-та стрілецька дивізія, яка раніше билася на плацдармах біля Києва. Втрати радянської армії в боях за Гданськ склали за офіційними даними — 3092 (1206 відомих та 1886 не відомих солдат). У Гданську українці з рядів Червоної армії спочивають на цвинтарі на вул. gen. A. Gielguda.
Разом з радянськими військами до Гданська прийшли і опричники радянської безпеки. В Гданську зокрема ними був арештований і страчений Осип Думін — сотник УСС і Армії УНР, військовий діяч УВО, письменник. В колишньому будинку гданської поліції по вул. Okopowa 9 розташуваалося польське УБ (комуністична служба безпеки).

## Після Другої світової війни

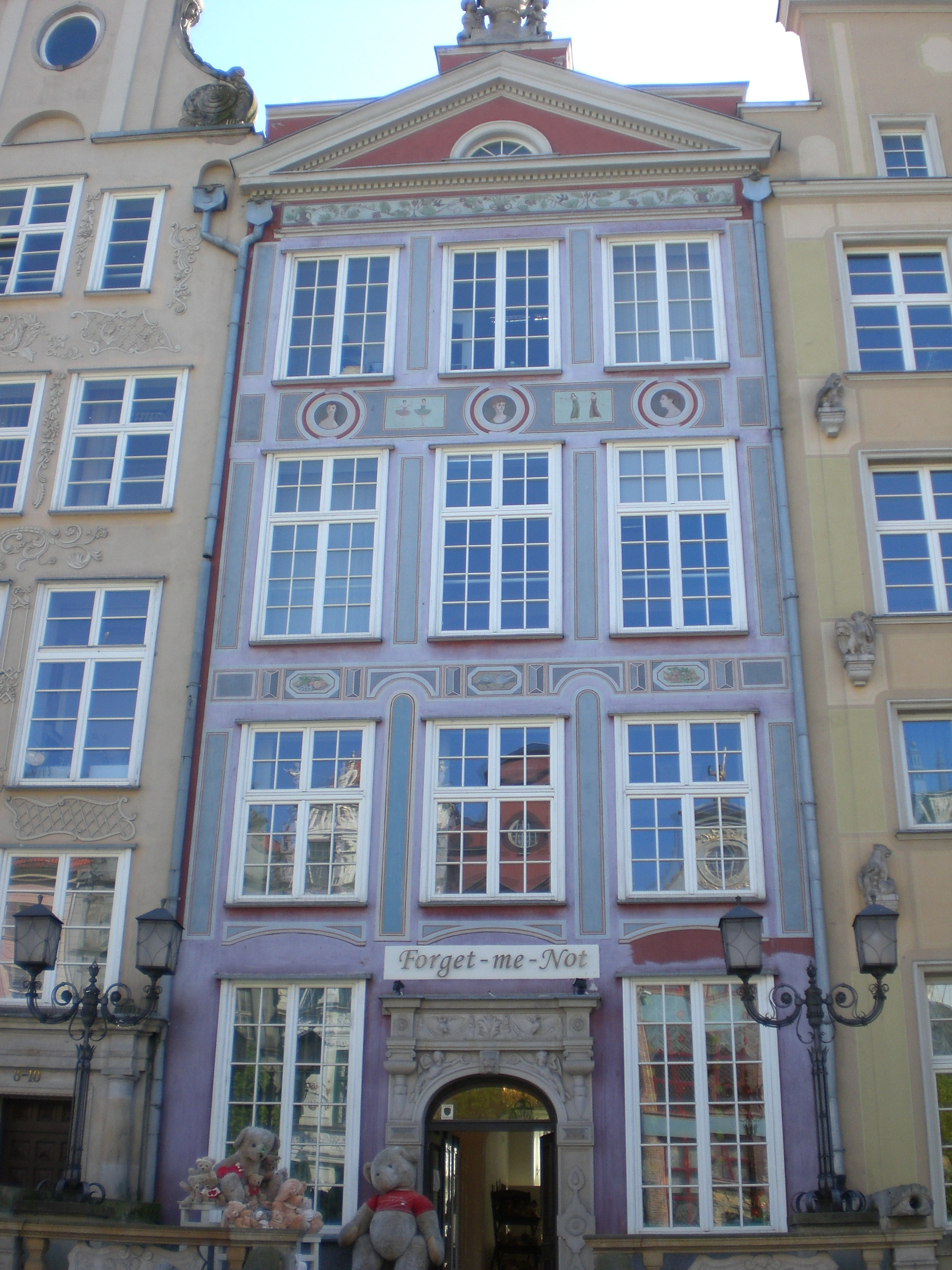
Домівка воєводського правління УСКТ в Гданську, Długi Targ 8/10 (Kamienica Brandes'ów)

З закінченням війни Гданськ повністю змінив своє етнічне обличчя. Залишки німецького населення були звідси виселені, а вже з літа 1945 р. сюди почали прибувати перші польські переселенці. Хронологічно друга українська громада в Гданську сформувалася після проведення злочинної акції «Вісла» в 1947 р. Тоді в околицях міста опинилися українські родини, депортовані з Холмщини та Надсяння.
1956 р. після приходу до влади В. Гомулки українці отримали можливість жити в містах. Тож молодь виїжджала сюди спочатку на навчання а згодом тут осідала. Так в Гданську найбільшою групою українців вкотре стали студенти Політехніки. Загалом у Тримісті українці працювали на Гданській верфі (32 особи), у торгівлі (15), водопровідно-каналізаційному господарстві (10), освіті (7), споживчих закладах (6), міській та воєводській адміністрації (5), Польських океанічних лініях (3) а також в прокуратурі (1). Була також не оцінена кількісно група лікарів та 46 студентів. Коли умови життя депортованих українців перестали відрізнятися від умов життя поляків пришвидшилася їх асиміляція.
Асиміляції перешкоджала діяльність української греко-католицькіої церкви. 1957 р. Василю Гринику вдалося створити перший душпастирський пункт в Гданську. У місцевому костелі св. Варфоломія 19.05 і 26.05.1957 р. були відслужені перші літургії. Але дійшло до певного непорозуміння з єзуїтами, що володіли цим храмом до 1990 р. Тож далі служби відбувалися у костелі Св. Якуба на Оліві.
У Гданську 1945 р. також відновилися православні богослужіння, які спочатку в по-євангельській церкві в Сопоті. 

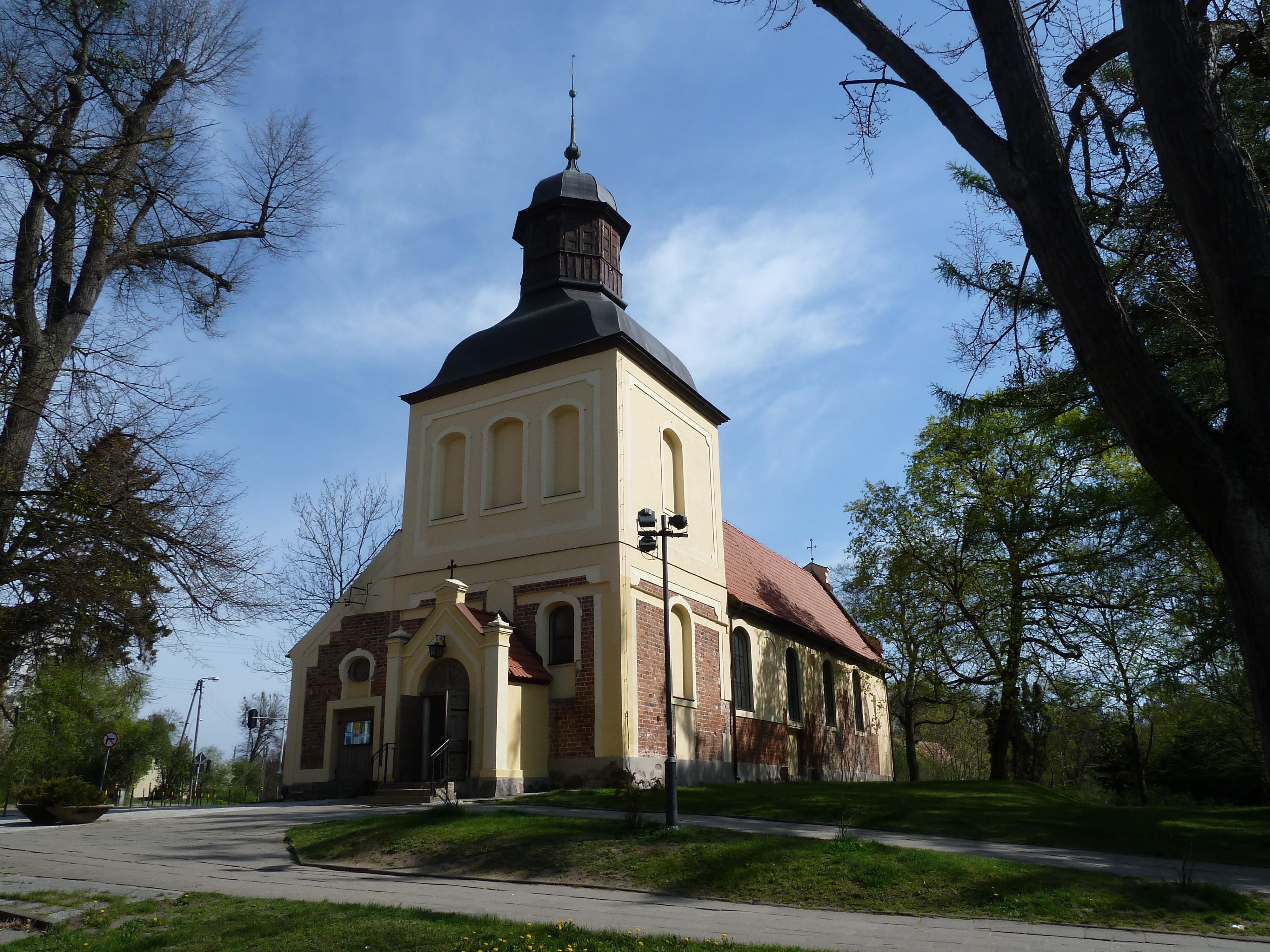
Костел св. Якуба в Оліві - місце проведення греко-католицьких богослужінь перед переданням українцям костела св. Варфоломія

З 1956 р. Гданськ був місцем розташування воєводського правління УСКТ, яке курувало повіт. правління – у містах Новий Двір, Квідзин, Штум, Лемборк і Ельблонґ, а також міські та сільські гуртки.  Воєводське правління мало свою садибу на Długim Targu 8/10 (Kamienica Brandes'ów). УСКТ організовувало культурне життя (навч. молоді українською мовою, діяльність твор. колективів). Його багаторічним керівником був Павло Кремінський.
1957 р. повідомлялося про присутність у сучасному Тримісті  близько 11 осіб пов’язаних з передвоєнною організацією українських студентів Данцигської політехніки «Основа». Управління безпеки в Гданську по вул. Okopowa 9 здійснювало постійний контроль за українською громадою, а потім УСКТ. 

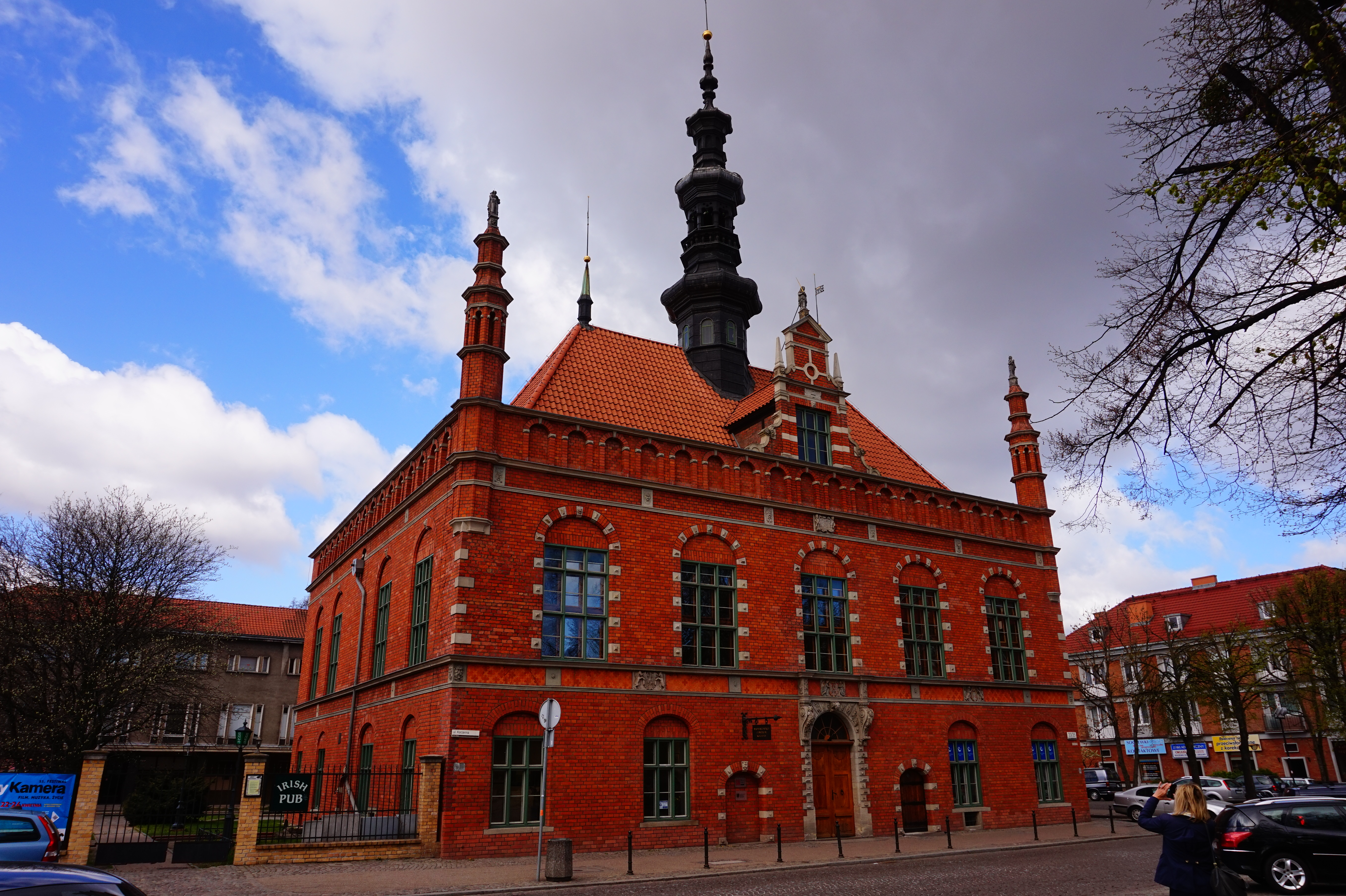
Староміська ратуша. 1962 р. тут, в воєводському домі культури, відбувся дводенний семінар щодо національних меншин.

Наприкінці 1960-х років спостерігається пожвавлення статутної діяльності ґданського кола УТСК. 1976 р. на 20-річчя УСКТ було вирішено започаткувати УСКТ-аду, елементом якої став молодіжний ярмарок, що став специфічною українською подією для Гданська і проводився з 1977 р. Ярмарок відіграв надзвичайно важливу роль у підтримці українського життя на Помор’ї. Під час його проведення українська молодь представляла свою творчість та мала можливість поспілкуватися. Найчастіше місцем проведення ярмарку був економічний факультет Гданського університету в Сопоті (Wydzial ekonomii Uniwersytetu Gdanskeigo w Sopocie) – тоді Університет економіки транспорту в Сопоті. Хоча, наприклад ІІ ярмарок відбувся у будинку культури в Оруні. 7-й молодіжний ярмарок у Гданську 26.11.1983 р. проходив у спортивно-видовищній залі Гданської верфі по вул. Jana z Kolna. Це приміщення згоріло 1994 р..
Наявна інформація про низку інших локалізацій, у яких відбувалися українські заходи:
- Староміська ратуша, вул. Korzenna 33-35. 1962 р. тут в воєводському домі культури в Гданську відбувся дводенний семінар щодо меншостей;

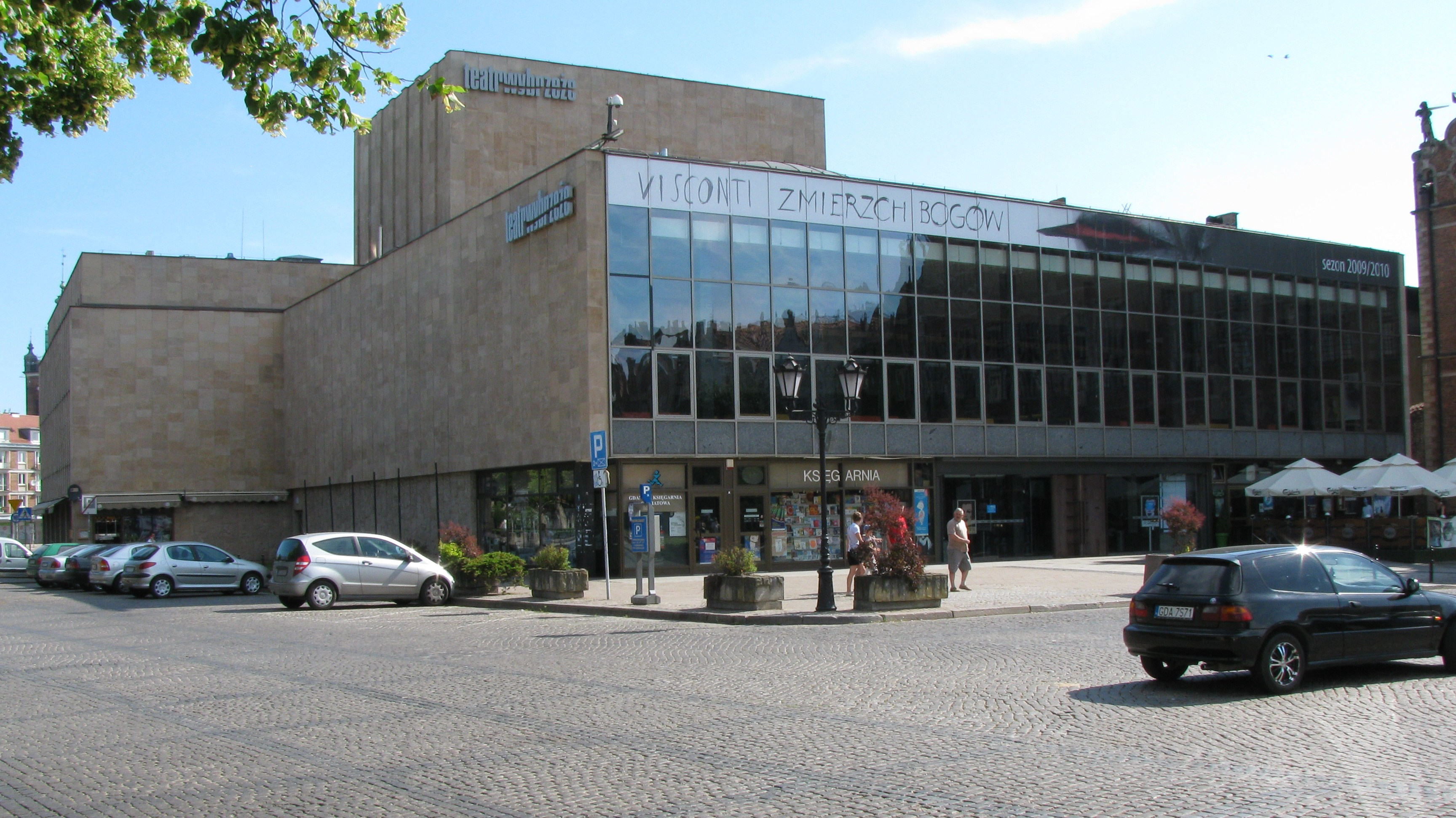
Гданський театр «Wybrzeże», вул. Świętego Ducha 2. 19 травня 1974 р. тут пройшов весняний український концерт.

- Гданський театр «Wybrzeże», вул. Świętego Ducha 2. 19 травня 1974 р. тут пройшов весняний український концерт.Морський будинок культури в Гданську Новому Порті, вул. Marynarki Polskiej 15, де відбувалася низка українських заходів.
- Будинок культури Гданської верфі. Будинок культури та кінотеатр "Panorama" (вхід був з боку від медичного осередку) знаходився на території верфі в неіснуючій на сьогодні будівлі цеху;Балтійська опера. 11.05.1975 р. тут в тогочасній філармонії в Гданську-Вжещу пройшов воєводський огляд творчості УСКТ.

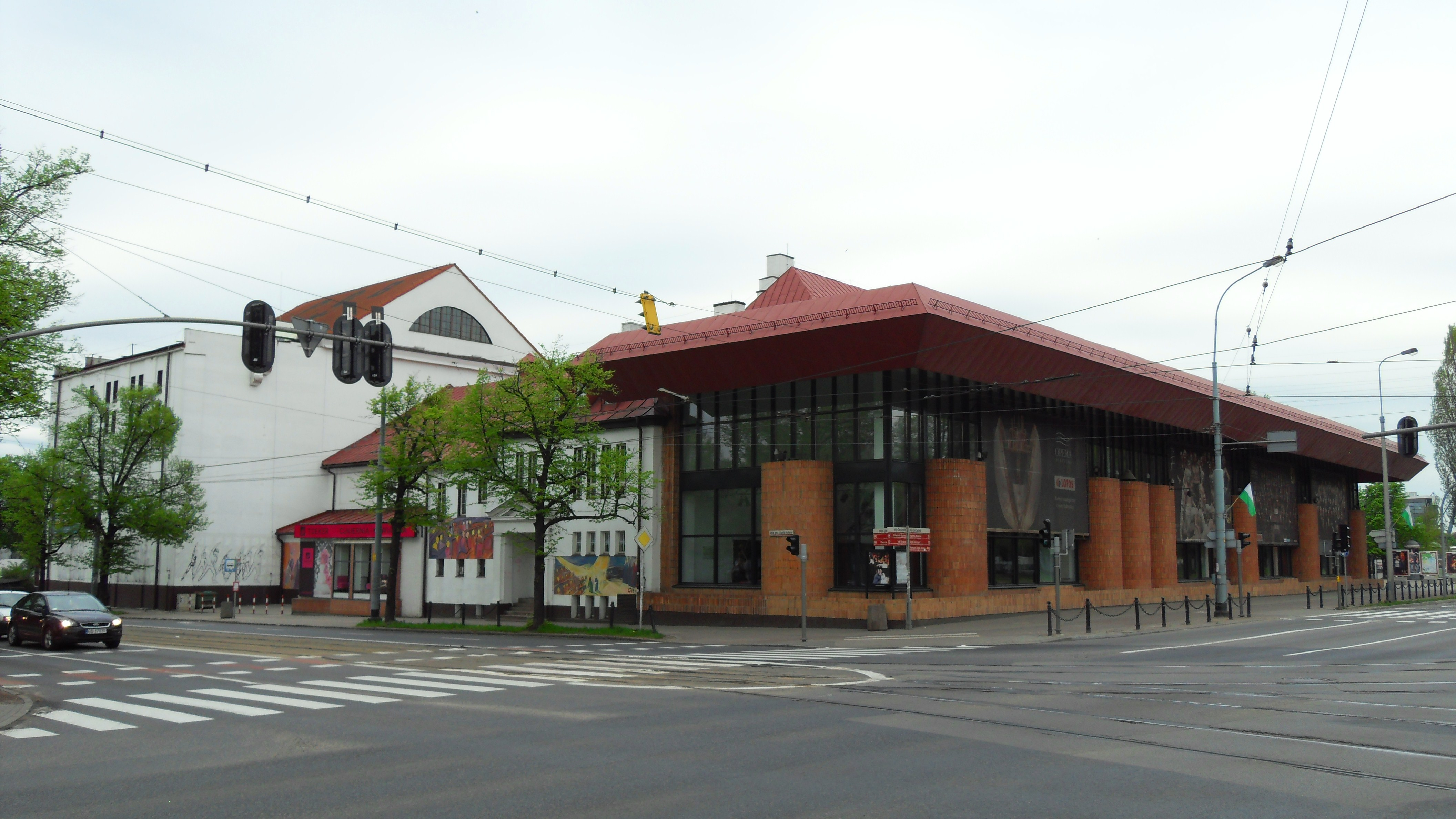
Балтійська опера. 11.05.1975 р. тут в тогочасній філармонії в Гданську-Вжещу пройшов воєводський огляд творчості УСКТ.

- Балтийська філармонія алея Zwycięstwa 15. 11.05.1975 р. тут в тогочасній філармонії в Гданську-Вжещу пройшов воєводський огляд творчості УСКТ.
- Гданський театр «Wybrzeże», вул. Świętego Ducha 2. 19 травня 1974 р. тут пройшов весняний український концерт.
- Біла зала ратуші Головного міста вул. Długa 46: 21.11.1981 р. стала місцем святкування 25 річниці УСКТ на Гданщині[18].

В Гданську у костелі Святого Варфоломея у 1957 р. вперше отцем-митратом Василем Гриником була відслужена східна літургія.
1970 р. до УСКТ у Гданському воєводстві належало 440 осіб, з них коло 100 були членами Гданського міського кола.

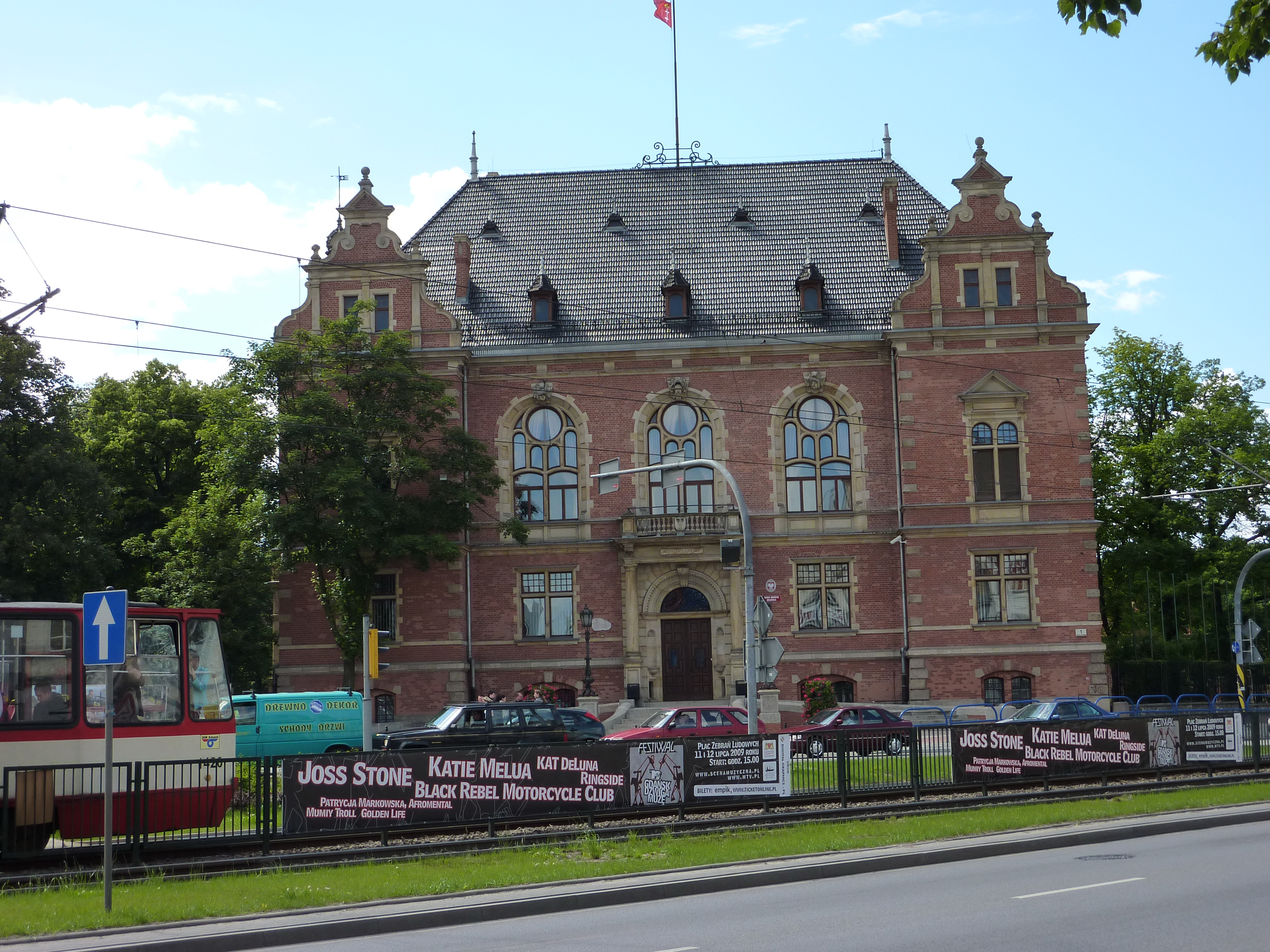
Будинок клубу студентів Узбережжя "Żak", в якому у 1980-х відбувалися "українські ночі".

1980-рр. відзначилися утворенням українських рокових груп започаткуванням у клубі «Żak» вул. 3 Maja 9 «українських ночей», на які приїжджали гурт ВВ та «Брати Гадюкіни».
З Гданськом цього періоду пов'язана діяльність митців з кола української культури. З Балтійською оперою в Гданську (Opera Bałtycka w Gdańsku, алея Zwyciestwa 15) пов'язаний Степан Белина-Скупевський. Невеличкий театр «Miniatura», алея Grunwaldzka 16 замовляв декорації дружині Юрія Новосільського - Софії. Новосільські тоді мешкали у Лодзі і співпрацювали з низкою театрів в Польщі. З академією мистецтв в Гданську (вул. Targ Węglowy 6) зв’язав своє життя  Андрій Ментух. Він став її професором.
У січні 1990 р. великими містами прокотилися демонстрації з вимогою незалежності Польщі. У Гданську перед радянським консульством по вул. Batorego 15 пройшли мітинги під гаслом «Київ-Варшава-спільна справа!».

## Після 1991 р.
З 1991 р., і особливо у 2000-х рр. в Гданську формується хронологічно-третя громада. Адже поруч з представниками другої хвилі у місті зростає кількість українців, що приїжджають сюди на навчання чи знаходять тут працю та залишаються на постійне проживання. Особливо кількість українців зросла в 2014 р. та відповідно після 24 лютого 2024 р. Мешканці міста та місцеві органи влади надали всебічну допомогу українським біженцями, що прибули до міста після початку повномасштабної агресії Росії проти України.
03.07.1997 р. з нагоди 1000-річного ювілею міста костел св. Варфоломія з прикостельним будинком було передано для Вроцлавсько-Гданської єпархії Української греко-католицької церкви. Костел пройшов серйозний процес адаптації для потреб східної церкви, що втілилося в утворенні унікального для Гданська комплексу візантійсько-українського релігійного мистецтва. 

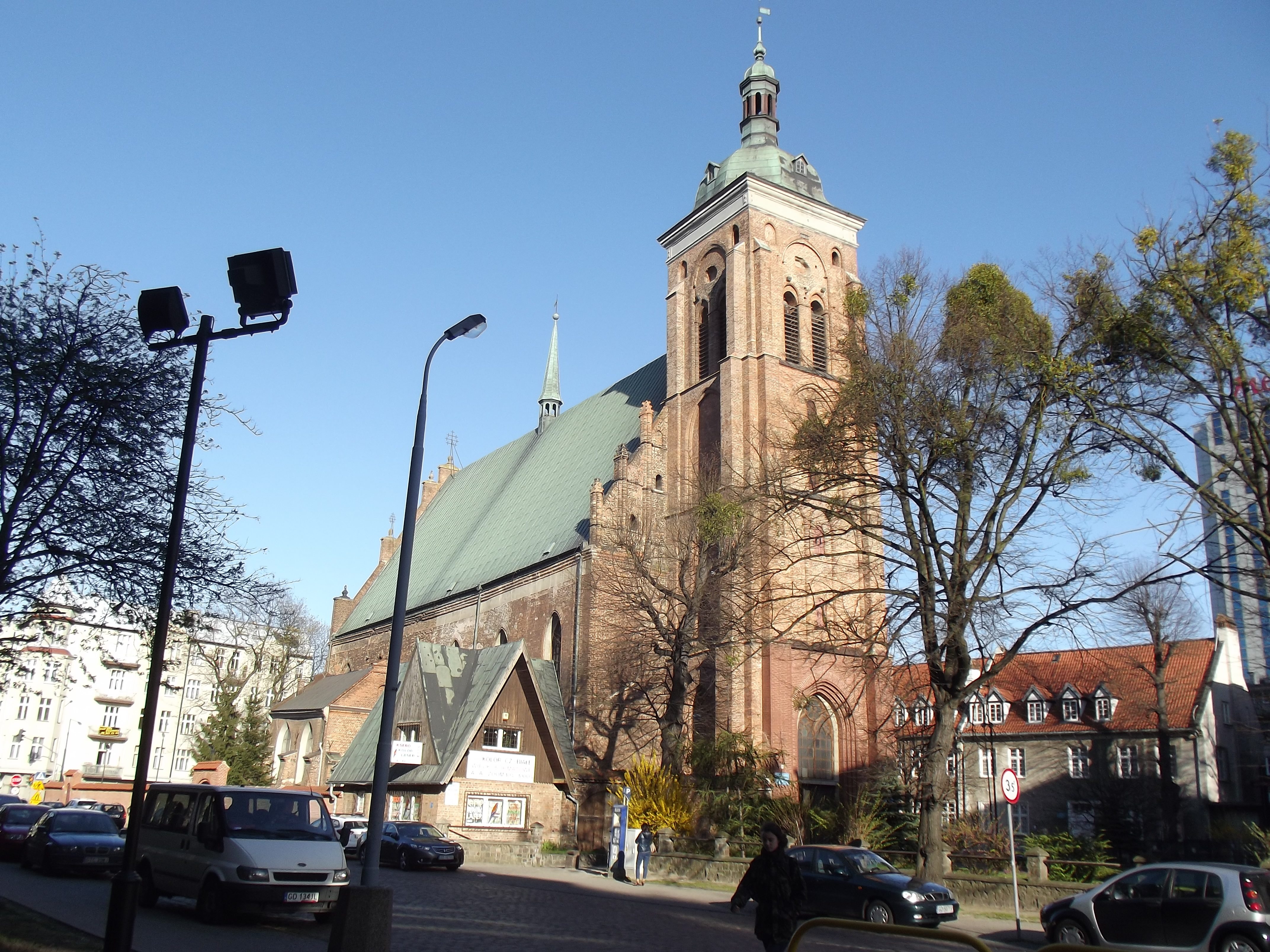
Греко-католицька конкатедра св. Варфоломія і Покрови Пресвятої Богородиці у Гданську

25 листопада 2020 р. утворено нову Ольштинсько-Гданську єпархію. Гданський храм св. Варфоломія залишається у ній конкафедральним. 23 травня 2015 р. поблизу костелу св. Варфоломія відкрито пам’ятник св. Володимиру.

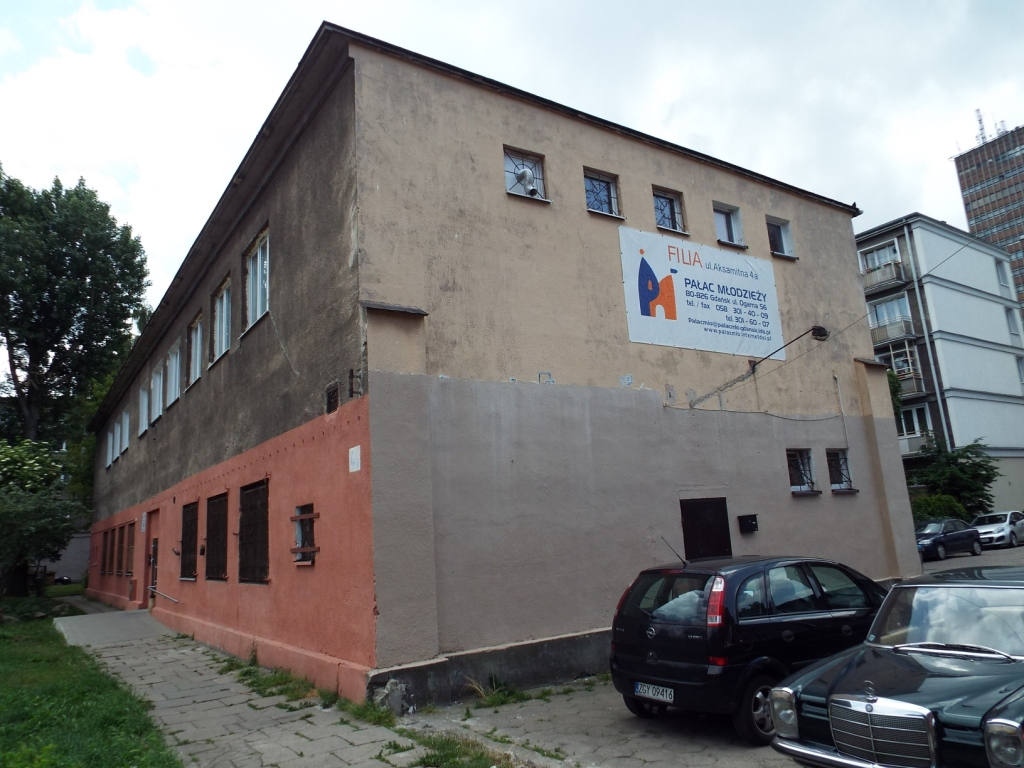
Поморський відділ Об’єднання українців у Польщі має домівку на вул. Aksamitna 4a

Громадською організацією, яка намагається об’єднати гданських українців є Поморський відділ Об’єднання українців у Польщі, який знаходиться за адресою вул. Aksamitna 4a. Ця організація є наступницею сформованого депортованими українцями Українського суспільно-культурного товариства. Поморський відділ ОУП утворено 2007 р., наразі він нараховує 8 гуртків, щороку відбувається кілька регулярних заходів: Український молодіжний ярмарок (що започаткований ще УСКТ та неперервно відбувається з 1977 р.), Фестиваль української культури у Сопоті (2011 р. супровідні заходи) фортепіанні конкурси «Слупські зустрічі з українською музикою», «Битівська Ватра» та низку календарних урочистостей.
Українська громада активно бере також участь у Домініканському ярмарку (проводиться на центральних вулицях Гданська) та Днях національних меншин «Гданські біографії» (відбувається в театрі «Мініатюра», aleja Grunwaldzka 16), які щорічно відбуваються у Гданську.
2016 р. пройшли різдвяні концерти чоловічого хору «Журавлі» (дириґент Ярослав Вуйцик): 17 грудня в костелі редемптористів у Ґдині та 18 грудня в Центрі св. Яна у Ґданську). До цього «Журавлі» виступали в місті лише двічі: під час Днів національних меншин «Ґданські біографії» 2009 р. та 2014 р. на врочистостях з нагоди 200-річчя від дня народження Тараса Шевченка.
У Гданську наявна ціла низка творів українського скульптора Геннадія Єршова.
Повномасштабне вторгнення 24 лютого 2022 р. викликало максимальний наплив біженців з України. Польське суспільство живо відгукнулося на новий виклик: українські біженці знайшли у цій країні та в Гданську надійний прихисток.
У Гданську вже в перші дні війни було відкрито пункт допомоги біженцям, розташований на вул. Dolna Brama 8, яку потім зі зменшенням кількості біженців перенесли до пункту на вул. Karmelickiej 1 в будівлі колишнього кінотеатру «Krewetka». На Polsat Plus Arena Gdańsk стояв намет, де українцям роздавали речову допомогу.

## Відомі українці в Гданську
- Клим Павлюк;
- Іван Шовгенів;
- Віктор Зелінський;
- Корнило Кізюк - сотник УГА, перший керівник осередку УВО у Вільному місті Гданську;
- Микола Яримович - старшина УГА, перший організатор українського студенства в Гданську в 1920-ті рр.;
- Мирон Букоємський - організатор українського студенства та хору в 1920-1930-ті рр.;
- Євген Вертипорох - доктор, асистент політехінки в Гданську, сприяв навчанню українців на напрямку хімії, заснував товариство "Смолоскип";
- Роман Шухевич;
- Атанас Мілянич - защепив українським студентам в Гданську ідеї кооперативного руху;
- Петро Вергун;
- Олександр Згорлякевич - сотник УГА, старійшина студентської корпорації "Чорноморе";
- Андрій Федина;
- Василь Гриник;
- Павло Кремінський;
- Ігор Галагіда;
- Геннадій Єршов;
- Аркадій Трохановський;
- Андрій Ментух;
- Єлизавета Кремінська - голова ОУП в Гданську;
- Петро Федусіо - гданський юрист, радник генерального прокурора Польщі[23][10]Меморіальна дошка на будинку по вул. Wały Jagiellońskie 36, в якому розміщувалося консульство УНР в Вільному місті Гданську

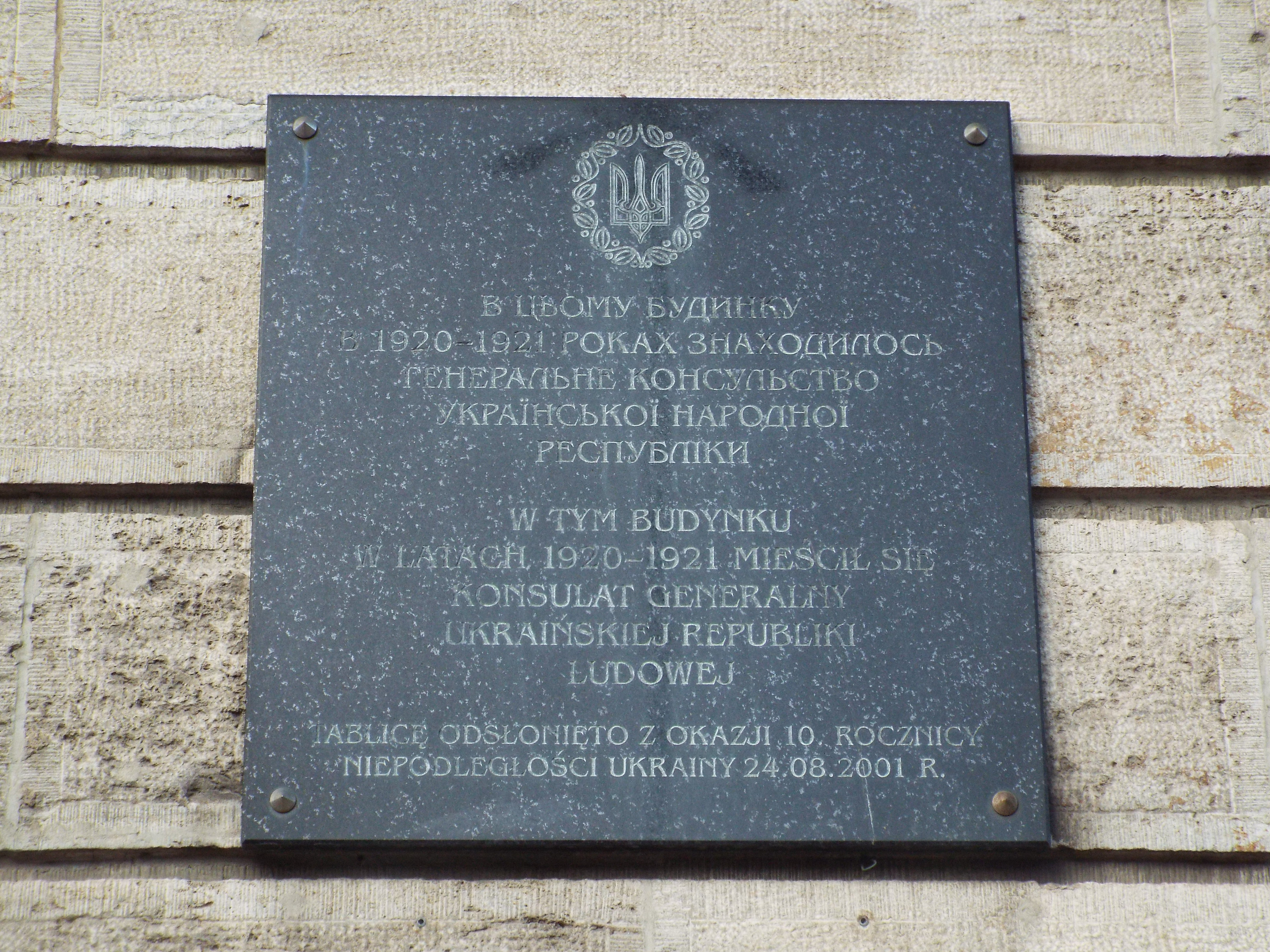
Меморіальна дошка на будинку по вул. Wały Jagiellońskie 36, в якому розміщувалося консульство УНР в Вільному місті Гданську

## Гданські зібрання, де зберігаються українські артефакти, предмети історії та культури
- Археологічний музей в Гданську;
- Національний морський музей - експонати пов'язані з торгівлею продуктами сільського господарства з земель України через Гданськ, інформація про чорноморські кораблі та річкові монітори Польщі, що діяли на теренах України, етнографічні матеріали;
- Європейський центр Солідарності;
- Домініканський костел святого Миколая;
- Костел святої Катерини.

## Об'єкти Гданська з українськими назвами
Skwer Marka Bezruczki
Skwer Bohaterskiego Mariupola
Ulica Wołyńska